# فهرست سیارک‌ها (۲۹۰۰۱–۳۰۰۰۱)
فهرست سیارک‌ها (۲۹۰۰۱ - ۳۰۰۰۱) فهرست سیارک‌ها از ۲۹۰۰۱ تا ۳۰۰۰۱ است.
| نام   | نام انگلیسی    | تاریخ کشف       |
| ----- | -------------- | --------------- |
| ۲۸۹۹۶ | 2615 P-L       | ۲۴ سپتامبر ۱۹۶۰ |
| ۲۸۹۹۶ | 2708 P-L       | ۲۴ سپتامبر ۱۹۶۰ |
| ۲۸۹۹۶ | 2760 P-L       | ۲۴ سپتامبر ۱۹۶۰ |
| ۲۸۹۹۶ | 2767 P-L       | ۲۴ سپتامبر ۱۹۶۰ |
| ۲۸۹۹۶ | 2784 P-L       | ۲۴ سپتامبر ۱۹۶۰ |
| ۲۸۹۹۶ | 3091 P-L       | ۲۴ سپتامبر ۱۹۶۰ |
| ۲۸۹۹۶ | 4022 P-L       | ۲۴ سپتامبر ۱۹۶۰ |
| ۲۸۹۹۶ | 4044 P-L       | ۲۴ سپتامبر ۱۹۶۰ |
| ۲۸۹۹۶ | 4074 P-L       | ۲۴ سپتامبر ۱۹۶۰ |
| ۲۸۹۹۶ | 4100 P-L       | ۲۴ سپتامبر ۱۹۶۰ |
| ۲۸۹۹۶ | 4184 P-L       | ۲۴ سپتامبر ۱۹۶۰ |
| ۲۸۹۹۶ | 4285 P-L       | ۲۴ سپتامبر ۱۹۶۰ |
| ۲۸۹۹۶ | 4291 P-L       | ۲۴ سپتامبر ۱۹۶۰ |
| ۲۸۹۹۶ | 4536 P-L       | ۲۴ سپتامبر ۱۹۶۰ |
| ۲۸۹۹۶ | 4544 P-L       | ۲۴ سپتامبر ۱۹۶۰ |
| ۲۸۹۹۶ | 4591 P-L       | ۲۴ سپتامبر ۱۹۶۰ |
| ۲۸۹۹۶ | 4601 P-L       | ۲۴ سپتامبر ۱۹۶۰ |
| ۲۸۹۹۶ | 6062 P-L       | ۲۴ سپتامبر ۱۹۶۰ |
| ۲۸۹۹۶ | 6095 P-L       | ۲۴ سپتامبر ۱۹۶۰ |
| ۲۸۹۹۶ | 6274 P-L       | ۲۴ سپتامبر ۱۹۶۰ |
| ۲۸۹۹۶ | 6613 P-L       | ۲۴ سپتامبر ۱۹۶۰ |
| ۲۸۹۹۶ | 6630 P-L       | ۲۴ سپتامبر ۱۹۶۰ |
| ۲۸۹۹۶ | 6667 P-L       | ۲۴ سپتامبر ۱۹۶۰ |
| ۲۸۹۹۶ | 6685 P-L       | ۲۴ سپتامبر ۱۹۶۰ |
| ۲۸۹۹۶ | 6710 P-L       | ۲۴ سپتامبر ۱۹۶۰ |
| ۲۸۹۹۶ | 6774 P-L       | ۲۴ سپتامبر ۱۹۶۰ |
| ۲۸۹۹۶ | 7587 P-L       | ۱۷ اکتبر ۱۹۶۰   |
| ۲۸۹۹۶ | 9097 P-L       | ۱۷ اکتبر ۱۹۶۰   |
| ۲۸۹۹۶ | 9549 P-L       | ۱۷ اکتبر ۱۹۶۰   |
| ۲۹۰۳۰ | 1034 T-1       | ۲۵ مارس ۱۹۷۱    |
| ۲۹۰۳۱ | 1132 T-1       | ۲۵ مارس ۱۹۷۱    |
| ۲۹۰۳۲ | 2059 T-1       | ۲۵ مارس ۱۹۷۱    |
| ۲۹۰۳۳ | 2085 T-1       | ۲۵ مارس ۱۹۷۱    |
| ۲۹۰۳۴ | 2149 T-1       | ۲۵ مارس ۱۹۷۱    |
| ۲۹۰۳۵ | 2214 T-1       | ۲۵ مارس ۱۹۷۱    |
| ۲۹۰۳۶ | 3075 T-1       | ۲۶ مارس ۱۹۷۱    |
| ۲۹۰۳۷ | 3165 T-1       | ۲۶ مارس ۱۹۷۱    |
| ۲۹۰۳۸ | 4030 T-1       | ۲۶ مارس ۱۹۷۱    |
| ۲۹۰۳۹ | 4514 T-1       | ۱۳ مه ۱۹۷۱      |
| ۲۹۰۴۰ | 1002 T-2       | ۲۹ سپتامبر ۱۹۷۳ |
| ۲۹۰۴۱ | 1050 T-2       | ۲۹ سپتامبر ۱۹۷۳ |
| ۲۹۰۴۲ | 1426 T-2       | ۲۹ سپتامبر ۱۹۷۳ |
| ۲۹۰۴۳ | 2024 T-2       | ۲۹ سپتامبر ۱۹۷۳ |
| ۲۹۰۴۴ | 2154 T-2       | ۲۹ سپتامبر ۱۹۷۳ |
| ۲۹۰۴۵ | 2255 T-2       | ۲۹ سپتامبر ۱۹۷۳ |
| ۲۹۰۴۶ | 2268 T-2       | ۲۹ سپتامبر ۱۹۷۳ |
| ۲۹۰۴۷ | 2278 T-2       | ۲۹ سپتامبر ۱۹۷۳ |
| ۲۹۰۴۸ | 3069 T-2       | ۳۰ سپتامبر ۱۹۷۳ |
| ۲۹۰۴۹ | 3083 T-2       | ۳۰ سپتامبر ۱۹۷۳ |
| ۲۹۰۵۰ | 3333 T-2       | ۲۵ سپتامبر ۱۹۷۳ |
| ۲۹۰۵۱ | 4212 T-2       | ۲۹ سپتامبر ۱۹۷۳ |
| ۲۹۰۵۲ | 4258 T-2       | ۲۹ سپتامبر ۱۹۷۳ |
| ۲۹۰۵۳ | Muskau         | ۳۰ سپتامبر ۱۹۷۳ |
| ۲۹۰۵۴ | 5097 T-2       | ۲۵ سپتامبر ۱۹۷۳ |
| ۲۹۰۵۵ | 5118 T-2       | ۲۵ سپتامبر ۱۹۷۳ |
| ۲۹۰۵۶ | 1055 T-3       | ۱۷ اکتبر ۱۹۷۷   |
| ۲۹۰۵۷ | 1083 T-3       | ۱۷ اکتبر ۱۹۷۷   |
| ۲۹۰۵۸ | 2077 T-3       | ۱۶ اکتبر ۱۹۷۷   |
| ۲۹۰۵۹ | 2151 T-3       | ۱۶ اکتبر ۱۹۷۷   |
| ۲۹۰۶۰ | 2157 T-3       | ۱۶ اکتبر ۱۹۷۷   |
| ۲۹۰۶۱ | 2193 T-3       | ۱۶ اکتبر ۱۹۷۷   |
| ۲۹۰۶۲ | 2324 T-3       | ۱۶ اکتبر ۱۹۷۷   |
| ۲۹۰۶۳ | 2369 T-3       | ۱۶ اکتبر ۱۹۷۷   |
| ۲۹۰۶۴ | 3129 T-3       | ۱۶ اکتبر ۱۹۷۷   |
| ۲۹۰۶۵ | 3447 T-3       | ۱۶ اکتبر ۱۹۷۷   |
| ۲۹۰۶۶ | 3527 T-3       | ۱۶ اکتبر ۱۹۷۷   |
| ۲۹۰۶۷ | 3856 T-3       | ۱۶ اکتبر ۱۹۷۷   |
| ۲۹۰۶۸ | 4234 T-3       | ۱۶ اکتبر ۱۹۷۷   |
| ۲۹۰۶۹ | 4310 T-3       | ۱۶ اکتبر ۱۹۷۷   |
| ۲۹۰۷۰ | 4316 T-3       | ۱۶ اکتبر ۱۹۷۷   |
| ۲۹۰۷۱ | 5048 T-3       | ۱۶ اکتبر ۱۹۷۷   |
| ۲۹۰۷۲ | 5089 T-3       | ۱۶ اکتبر ۱۹۷۷   |
| ۲۹۰۷۳ | 5130 T-3       | ۱۶ اکتبر ۱۹۷۷   |
| ۲۹۰۷۴ | 5160 T-3       | ۱۶ اکتبر ۱۹۷۷   |
| ۲۹۰۷۴ | 1950 DA        | ۲۲ فوریه ۱۹۵۰   |
| ۲۹۰۷۶ | 1972 TR8       | ۴ اکتبر ۱۹۷۲    |
| ۲۹۰۷۶ | 1975 SR        | ۳۰ سپتامبر ۱۹۷۵ |
| ۲۹۰۷۸ | 1975 SX1       | ۳۰ سپتامبر ۱۹۷۵ |
| ۲۹۰۷۸ | 1975 XD        | ۱ دسامبر ۱۹۷۵   |
| ۲۹۰۷۸ | 1978 RK        | ۱ سپتامبر ۱۹۷۸  |
| ۲۹۰۸۱ | 1978 SC5       | ۲۷ سپتامبر ۱۹۷۸ |
| ۲۹۰۸۲ | 1978 VG9       | ۷ نوامبر ۱۹۷۸   |
| ۲۹۰۸۳ | 1979 MG3       | ۲۵ ژوئن ۱۹۷۹    |
| ۲۹۰۸۴ | 1979 MD7       | ۲۵ ژوئن ۱۹۷۹    |
| ۲۹۰۸۵ | Sethanne       | ۱۷ سپتامبر ۱۹۷۹ |
| ۲۹۰۸۶ | 1980 PY2       | ۴ اوت ۱۹۸۰      |
| ۲۹۰۸۷ | 1980 VW2       | ۱ نوامبر ۱۹۸۰   |
| ۲۹۰۸۸ | 1981 DR2       | ۲۸ فوریه ۱۹۸۱   |
| ۲۹۰۸۹ | 1981 DD3       | ۲۸ فوریه ۱۹۸۱   |
| ۲۹۰۹۰ | 1981 EY3       | ۲ مارس ۱۹۸۱     |
| ۲۹۰۹۱ | 1981 EF8       | ۱ مارس ۱۹۸۱     |
| ۲۹۰۹۲ | 1981 EL10      | ۱ مارس ۱۹۸۱     |
| ۲۹۰۹۳ | 1981 EQ10      | ۱ مارس ۱۹۸۱     |
| ۲۹۰۹۴ | 1981 ED11      | ۱ مارس ۱۹۸۱     |
| ۲۹۰۹۵ | 1981 EK11      | ۷ مارس ۱۹۸۱     |
| ۲۹۰۹۶ | 1981 EW11      | ۷ مارس ۱۹۸۱     |
| ۲۹۰۹۷ | 1981 EC12      | ۱ مارس ۱۹۸۱     |
| ۲۹۰۹۸ | 1981 EN16      | ۶ مارس ۱۹۸۱     |
| ۲۹۰۹۹ | 1981 EQ16      | ۶ مارس ۱۹۸۱     |
| ۲۹۱۰۰ | 1981 EE18      | ۲ مارس ۱۹۸۱     |
| ۲۹۱۰۱ | 1981 EZ20      | ۲ مارس ۱۹۸۱     |
| ۲۹۱۰۲ | 1981 EA22      | ۲ مارس ۱۹۸۱     |
| ۲۹۱۰۳ | 1981 EC22      | ۲ مارس ۱۹۸۱     |
| ۲۹۱۰۴ | 1981 EO22      | ۲ مارس ۱۹۸۱     |
| ۲۹۱۰۵ | 1981 EY22      | ۲ مارس ۱۹۸۱     |
| ۲۹۱۰۶ | 1981 EL25      | ۲ مارس ۱۹۸۱     |
| ۲۹۱۰۷ | 1981 EO25      | ۲ مارس ۱۹۸۱     |
| ۲۹۱۰۸ | 1981 EG26      | ۲ مارس ۱۹۸۱     |
| ۲۹۱۰۹ | 1981 EO28      | ۶ مارس ۱۹۸۱     |
| ۲۹۱۱۰ | 1981 ET29      | ۱ مارس ۱۹۸۱     |
| ۲۹۱۱۱ | 1981 EC33      | ۱ مارس ۱۹۸۱     |
| ۲۹۱۱۲ | 1981 EZ33      | ۱ مارس ۱۹۸۱     |
| ۲۹۱۱۳ | 1981 EA34      | ۱ مارس ۱۹۸۱     |
| ۲۹۱۱۴ | 1981 EB34      | ۱ مارس ۱۹۸۱     |
| ۲۹۱۱۵ | 1981 EW38      | ۱ مارس ۱۹۸۱     |
| ۲۹۱۱۶ | 1981 ED40      | ۲ مارس ۱۹۸۱     |
| ۲۹۱۱۷ | 1981 EK40      | ۲ مارس ۱۹۸۱     |
| ۲۹۱۱۸ | 1981 EQ43      | ۳ مارس ۱۹۸۱     |
| ۲۹۱۱۹ | 1981 EW45      | ۱ مارس ۱۹۸۱     |
| ۲۹۱۲۰ | 1981 EY45      | ۱ مارس ۱۹۸۱     |
| ۲۹۱۲۱ | 1981 QP2       | ۲۳ اوت ۱۹۸۱     |
| ۲۹۱۲۲ | Vasadze        | ۲۴ دسامبر ۱۹۸۲  |
| ۲۹۱۲۳ | 1983 RA4       | ۲ سپتامبر ۱۹۸۳  |
| ۲۹۱۲۴ | 1984 SW6       | ۲۸ سپتامبر ۱۹۸۴ |
| ۲۹۱۲۵ | Kyivphysfak    | ۱۷ دسامبر ۱۹۸۴  |
| ۲۹۱۲۶ | 1985 CU1       | ۱۱ فوریه ۱۹۸۵   |
| ۲۹۱۲۷ | 1985 FF2       | ۲۴ مارس ۱۹۸۵    |
| ۲۹۱۲۸ | 1985 RA1       | ۱۳ سپتامبر ۱۹۸۵ |
| ۲۹۱۲۹ | 1985 RG3       | ۶ سپتامبر ۱۹۸۵  |
| ۲۹۱۳۰ | 1986 EA5       | ۹ مارس ۱۹۸۶     |
| ۲۹۱۳۱ | 1986 QU1       | ۲۷ اوت ۱۹۸۶     |
| ۲۹۱۳۲ | 1987 BP1       | ۲۲ ژانویه ۱۹۸۷  |
| ۲۹۱۳۳ | Vargas         | ۲۹ مه ۱۹۸۷      |
| ۲۹۱۳۳ | 1987 RW        | ۱۲ سپتامبر ۱۹۸۷ |
| ۲۹۱۳۵ | 1987 SZ2       | ۲۱ سپتامبر ۱۹۸۷ |
| ۲۹۱۳۶ | 1987 SQ4       | ۲۵ سپتامبر ۱۹۸۷ |
| ۲۹۱۳۷ | Alanboss       | ۱۸ اکتبر ۱۹۸۷   |
| ۲۹۱۳۸ | 1988 BE4       | ۲۰ ژانویه ۱۹۸۸  |
| ۲۹۱۳۸ | 1988 CP        | ۱۵ فوریه ۱۹۸۸   |
| ۲۹۱۴۰ | 1988 CG4       | ۱۳ فوریه ۱۹۸۸   |
| ۲۹۱۴۱ | 1988 CZ4       | ۱۳ فوریه ۱۹۸۸   |
| ۲۹۱۴۲ | 1988 CR7       | ۱۵ فوریه ۱۹۸۸   |
| ۲۹۱۴۲ | 1988 DK        | ۲۲ فوریه ۱۹۸۸   |
| ۲۹۱۴۲ | 1988 FB        | ۱۶ مارس ۱۹۸۸    |
| ۲۹۱۴۲ | 1988 FE        | ۱۶ مارس ۱۹۸۸    |
| ۲۹۱۴۶ | McHone         | ۱۷ مارس ۱۹۸۸    |
| ۲۹۱۴۶ | 1988 GG        | ۱۱ آوریل ۱۹۸۸   |
| ۲۹۱۴۸ | Palzer         | ۱۰ مه ۱۹۸۸      |
| ۲۹۱۴۹ | 1988 RE1       | ۹ سپتامبر ۱۹۸۸  |
| ۲۹۱۵۰ | 1988 RM5       | ۲ سپتامبر ۱۹۸۸  |
| ۲۹۱۵۱ | 1988 RE11      | ۱۴ سپتامبر ۱۹۸۸ |
| ۲۹۱۵۲ | 1988 RA13      | ۱۴ سپتامبر ۱۹۸۸ |
| ۲۹۱۵۳ | 1988 SY2       | ۱۶ سپتامبر ۱۹۸۸ |
| ۲۹۱۵۴ | 1988 VC1       | ۳ نوامبر ۱۹۸۸   |
| ۲۹۱۵۴ | 1988 XE        | ۲ دسامبر ۱۹۸۸   |
| ۲۹۱۵۴ | 1989 CH        | ۳ فوریه ۱۹۸۹    |
| ۲۹۱۵۷ | 1989 ET1       | ۱۱ مارس ۱۹۸۹    |
| ۲۹۱۵۸ | 1989 EE3       | ۲ مارس ۱۹۸۹     |
| ۲۹۱۵۸ | 1989 GB        | ۲ آوریل ۱۹۸۹    |
| ۲۹۱۶۰ | 1989 SP1       | ۲۶ سپتامبر ۱۹۸۹ |
| ۲۹۱۶۱ | 1989 SF2       | ۲۶ سپتامبر ۱۹۸۹ |
| ۲۹۱۶۲ | 1989 SD4       | ۲۶ سپتامبر ۱۹۸۹ |
| ۲۹۱۶۳ | 1989 SF14      | ۲۶ سپتامبر ۱۹۸۹ |
| ۲۹۱۶۳ | 1989 UA        | ۲۰ اکتبر ۱۹۸۹   |
| ۲۹۱۶۵ | 1989 UK1       | ۲۶ اکتبر ۱۹۸۹   |
| ۲۹۱۶۶ | 1989 VP1       | ۳ نوامبر ۱۹۸۹   |
| ۲۹۱۶۷ | 1989 WC2       | ۲۹ نوامبر ۱۹۸۹  |
| ۲۹۱۶۷ | 1990 KJ        | ۲۰ مه ۱۹۹۰      |
| ۲۹۱۶۹ | 1990 OC1       | ۲۲ ژوئیه ۱۹۹۰   |
| ۲۹۱۷۰ | 1990 OA3       | ۲۷ ژوئیه ۱۹۹۰   |
| ۲۹۱۷۱ | 1990 QK3       | ۲۸ اوت ۱۹۹۰     |
| ۲۹۱۷۲ | 1990 QL4       | ۲۳ اوت ۱۹۹۰     |
| ۲۹۱۷۳ | 1990 QW4       | ۲۴ اوت ۱۹۹۰     |
| ۲۹۱۷۴ | 1990 QJ6       | ۲۰ اوت ۱۹۹۰     |
| ۲۹۱۷۵ | 1990 QP6       | ۲۰ اوت ۱۹۹۰     |
| ۲۹۱۷۶ | 1990 QJ10      | ۱۶ اوت ۱۹۹۰     |
| ۲۹۱۷۷ | 1990 RF7       | ۱۳ سپتامبر ۱۹۹۰ |
| ۲۹۱۷۸ | 1990 RW8       | ۱۳ سپتامبر ۱۹۹۰ |
| ۲۹۱۷۹ | 1990 RT13      | ۱۴ سپتامبر ۱۹۹۰ |
| ۲۹۱۸۰ | 1990 SW1       | ۲۲ سپتامبر ۱۹۹۰ |
| ۲۹۱۸۱ | 1990 SE6       | ۲۲ سپتامبر ۱۹۹۰ |
| ۲۹۱۸۲ | 1990 ST6       | ۲۲ سپتامبر ۱۹۹۰ |
| ۲۹۱۸۳ | 1990 SQ7       | ۲۲ سپتامبر ۱۹۹۰ |
| ۲۹۱۸۴ | 1990 SL10      | ۱۷ سپتامبر ۱۹۹۰ |
| ۲۹۱۸۵ | Reich          | ۱۳ اکتبر ۱۹۹۰   |
| ۲۹۱۸۶ | 1990 UD2       | ۲۶ اکتبر ۱۹۹۰   |
| ۲۹۱۸۷ | Lemonnier      | ۱۶ اکتبر ۱۹۹۰   |
| ۲۹۱۸۸ | 1990 UW3       | ۱۶ اکتبر ۱۹۹۰   |
| ۲۹۱۸۹ | Udinsk         | ۱۶ اکتبر ۱۹۹۰   |
| ۲۹۱۹۰ | 1990 UZ4       | ۱۶ اکتبر ۱۹۹۰   |
| ۲۹۱۹۱ | 1990 UQ5       | ۱۶ اکتبر ۱۹۹۰   |
| ۲۹۱۹۲ | 1990 VK2       | ۱۱ نوامبر ۱۹۹۰  |
| ۲۹۱۹۳ | 1990 WD1       | ۱۸ نوامبر ۱۹۹۰  |
| ۲۹۱۹۴ | 1990 WJ4       | ۱۶ نوامبر ۱۹۹۰  |
| ۲۹۱۹۵ | 1990 WF5       | ۱۶ نوامبر ۱۹۹۰  |
| ۲۹۱۹۵ | 1990 YY        | ۱۹ دسامبر ۱۹۹۰  |
| ۲۹۱۹۷ | Gleim          | ۱۵ ژانویه ۱۹۹۱  |
| ۲۹۱۹۸ | Weathers       | ۱۸ فوریه ۱۹۹۱   |
| ۲۹۱۹۸ | 1991 FZ        | ۱۷ مارس ۱۹۹۱    |
| ۲۹۲۰۰ | 1991 FX2       | ۲۰ مارس ۱۹۹۱    |
| ۲۹۲۰۱ | 1991 GO4       | ۸ آوریل ۱۹۹۱    |
| ۲۹۲۰۲ | 1991 GH8       | ۸ آوریل ۱۹۹۱    |
| ۲۹۲۰۳ | Schnitger      | ۹ آوریل ۱۹۹۱    |
| ۲۹۲۰۴ | Ladegast       | ۱۱ آوریل ۱۹۹۱   |
| ۲۹۲۰۵ | 1991 NM6       | ۱۱ ژوئیه ۱۹۹۱   |
| ۲۹۲۰۶ | 1991 PX10      | ۷ اوت ۱۹۹۱      |
| ۲۹۲۰۷ | 1991 RG2       | ۶ سپتامبر ۱۹۹۱  |
| ۲۹۲۰۸ | Halorentz      | ۹ سپتامبر ۱۹۹۱  |
| ۲۹۲۰۹ | 1991 RV7       | ۱۲ سپتامبر ۱۹۹۱ |
| ۲۹۲۱۰ | 1991 RB12      | ۴ سپتامبر ۱۹۹۱  |
| ۲۹۲۱۱ | 1991 RY15      | ۱۵ سپتامبر ۱۹۹۱ |
| ۲۹۲۱۲ | Zeeman         | ۱۰ سپتامبر ۱۹۹۱ |
| ۲۹۲۱۲ | 1991 SJ        | ۲۹ سپتامبر ۱۹۹۱ |
| ۲۹۲۱۴ | Apitzsch       | ۲ اکتبر ۱۹۹۱    |
| ۲۹۲۱۴ | 1991 UE        | ۱۸ اکتبر ۱۹۹۱   |
| ۲۹۲۱۶ | 1991 VX5       | ۲ نوامبر ۱۹۹۱   |
| ۲۹۲۱۷ | 1991 VV12      | ۴ نوامبر ۱۹۹۱   |
| ۲۹۲۱۷ | 1992 AY        | ۴ ژانویه ۱۹۹۲   |
| ۲۹۲۱۷ | 1992 BJ        | ۲۴ ژانویه ۱۹۹۲  |
| ۲۹۲۲۰ | 1992 BC2       | ۳۰ ژانویه ۱۹۹۲  |
| ۲۹۲۲۱ | 1992 BW3       | ۲۸ ژانویه ۱۹۹۲  |
| ۲۹۲۲۲ | 1992 BU4       | ۲۹ ژانویه ۱۹۹۲  |
| ۲۹۲۲۳ | 1992 DW2       | ۲۳ فوریه ۱۹۹۲   |
| ۲۹۲۲۴ | 1992 DD7       | ۲۹ فوریه ۱۹۹۲   |
| ۲۹۲۲۵ | 1992 DW7       | ۲۹ فوریه ۱۹۹۲   |
| ۲۹۲۲۶ | 1992 DH8       | ۲۹ فوریه ۱۹۹۲   |
| ۲۹۲۲۷ | Wegener        | ۲۹ فوریه ۱۹۹۲   |
| ۲۹۲۲۷ | 1992 EC        | ۲ مارس ۱۹۹۲     |
| ۲۹۲۲۹ | 1992 EE1       | ۱۰ مارس ۱۹۹۲    |
| ۲۹۲۳۰ | 1992 ED4       | ۱ مارس ۱۹۹۲     |
| ۲۹۲۳۱ | 1992 EG4       | ۱ مارس ۱۹۹۲     |
| ۲۹۲۳۲ | 1992 EH4       | ۱ مارس ۱۹۹۲     |
| ۲۹۲۳۳ | 1992 EP6       | ۱ مارس ۱۹۹۲     |
| ۲۹۲۳۴ | 1992 EC7       | ۱ مارس ۱۹۹۲     |
| ۲۹۲۳۵ | 1992 EU13      | ۲ مارس ۱۹۹۲     |
| ۲۹۲۳۶ | 1992 EB14      | ۲ مارس ۱۹۹۲     |
| ۲۹۲۳۷ | 1992 EG14      | ۲ مارس ۱۹۹۲     |
| ۲۹۲۳۸ | 1992 EE17      | ۱ مارس ۱۹۹۲     |
| ۲۹۲۳۹ | 1992 EJ17      | ۲ مارس ۱۹۹۲     |
| ۲۹۲۴۰ | 1992 GE3       | ۴ آوریل ۱۹۹۲    |
| ۲۹۲۴۱ | 1992 GA5       | ۴ آوریل ۱۹۹۲    |
| ۲۹۲۴۲ | 1992 HB4       | ۲۳ آوریل ۱۹۹۲   |
| ۲۹۲۴۳ | 1992 JC1       | ۳ مه ۱۹۹۲       |
| ۲۹۲۴۳ | 1992           | OV۱             |
| ۲۹۲۴۳ | 1992 PZ        | ۸ اوت ۱۹۹۲      |
| ۲۹۲۴۶ | Clausius       | ۲ سپتامبر ۱۹۹۲  |
| ۲۹۲۴۷ | 1992 RC4       | ۲ سپتامبر ۱۹۹۲  |
| ۲۹۲۴۸ | 1992 SB10      | ۲۷ سپتامبر ۱۹۹۲ |
| ۲۹۲۴۹ | 1992 SN12      | ۲۶ سپتامبر ۱۹۹۲ |
| ۲۹۲۵۰ | Helmutmoritz   | ۲۴ سپتامبر ۱۹۹۲ |
| ۲۹۲۵۱ | 1992 UH4       | ۲۶ اکتبر ۱۹۹۲   |
| ۲۹۲۵۲ | 1993 BY2       | ۲۵ ژانویه ۱۹۹۳  |
| ۲۹۲۵۲ | 1993 DN        | ۲۱ فوریه ۱۹۹۳   |
| ۲۹۲۵۴ | 1993 FR1       | ۲۵ مارس ۱۹۹۳    |
| ۲۹۲۵۵ | 1993 FF4       | ۱۷ مارس ۱۹۹۳    |
| ۲۹۲۵۶ | 1993 FC7       | ۱۷ مارس ۱۹۹۳    |
| ۲۹۲۵۷ | 1993 FK10      | ۱۷ مارس ۱۹۹۳    |
| ۲۹۲۵۸ | 1993 FX11      | ۱۷ مارس ۱۹۹۳    |
| ۲۹۲۵۹ | 1993 FZ11      | ۱۷ مارس ۱۹۹۳    |
| ۲۹۲۶۰ | 1993 FG12      | ۱۷ مارس ۱۹۹۳    |
| ۲۹۲۶۱ | 1993 FS13      | ۱۷ مارس ۱۹۹۳    |
| ۲۹۲۶۲ | 1993 FP14      | ۱۷ مارس ۱۹۹۳    |
| ۲۹۲۶۳ | 1993 FY14      | ۱۷ مارس ۱۹۹۳    |
| ۲۹۲۶۴ | 1993 FR17      | ۱۷ مارس ۱۹۹۳    |
| ۲۹۲۶۵ | 1993 FV18      | ۱۷ مارس ۱۹۹۳    |
| ۲۹۲۶۶ | 1993 FA20      | ۱۷ مارس ۱۹۹۳    |
| ۲۹۲۶۷ | 1993 FD22      | ۲۱ مارس ۱۹۹۳    |
| ۲۹۲۶۸ | 1993 FY22      | ۲۱ مارس ۱۹۹۳    |
| ۲۹۲۶۹ | 1993 FD25      | ۲۱ مارس ۱۹۹۳    |
| ۲۹۲۷۰ | 1993 FF28      | ۲۱ مارس ۱۹۹۳    |
| ۲۹۲۷۱ | 1993 FF31      | ۱۹ مارس ۱۹۹۳    |
| ۲۹۲۷۲ | 1993 FO31      | ۱۹ مارس ۱۹۹۳    |
| ۲۹۲۷۳ | 1993 FO32      | ۲۱ مارس ۱۹۹۳    |
| ۲۹۲۷۴ | 1993 FK33      | ۱۹ مارس ۱۹۹۳    |
| ۲۹۲۷۵ | 1993 FM33      | ۱۹ مارس ۱۹۹۳    |
| ۲۹۲۷۶ | 1993 FO33      | ۱۹ مارس ۱۹۹۳    |
| ۲۹۲۷۷ | 1993 FB34      | ۱۹ مارس ۱۹۹۳    |
| ۲۹۲۷۸ | 1993 FN34      | ۱۷ مارس ۱۹۹۳    |
| ۲۹۲۷۹ | 1993 FC35      | ۱۹ مارس ۱۹۹۳    |
| ۲۹۲۸۰ | 1993 FD36      | ۱۹ مارس ۱۹۹۳    |
| ۲۹۲۸۱ | 1993 FJ38      | ۱۹ مارس ۱۹۹۳    |
| ۲۹۲۸۲ | 1993 FM39      | ۱۹ مارس ۱۹۹۳    |
| ۲۹۲۸۳ | 1993 FD40      | ۱۹ مارس ۱۹۹۳    |
| ۲۹۲۸۴ | 1993 FL41      | ۱۹ مارس ۱۹۹۳    |
| ۲۹۲۸۵ | 1993 FD42      | ۱۹ مارس ۱۹۹۳    |
| ۲۹۲۸۶ | 1993 FA45      | ۱۹ مارس ۱۹۹۳    |
| ۲۹۲۸۷ | 1993 FD49      | ۱۹ مارس ۱۹۹۳    |
| ۲۹۲۸۸ | 1993 FJ51      | ۱۹ مارس ۱۹۹۳    |
| ۲۹۲۸۹ | 1993 FM62      | ۱۹ مارس ۱۹۹۳    |
| ۲۹۲۹۰ | 1993 FF84      | ۲۴ مارس ۱۹۹۳    |
| ۲۹۲۹۰ | 1993 JX        | ۱۴ مه ۱۹۹۳      |
| ۲۹۲۹۲ | Conniewalker   | ۲۴ مه ۱۹۹۳      |
| ۲۹۲۹۳ | 1993 OG9       | ۲۰ ژوئیه ۱۹۹۳   |
| ۲۹۲۹۴ | 1993 OH9       | ۲۰ ژوئیه ۱۹۹۳   |
| ۲۹۲۹۵ | 1993 OC13      | ۱۹ ژوئیه ۱۹۹۳   |
| ۲۹۲۹۶ | 1993 PY5       | ۱۵ اوت ۱۹۹۳     |
| ۲۹۲۹۷ | 1993 RU7       | ۱۵ سپتامبر ۱۹۹۳ |
| ۲۹۲۹۸ | 1993 SA14      | ۱۶ سپتامبر ۱۹۹۳ |
| ۲۹۲۹۹ | 1993 TW1       | ۱۵ اکتبر ۱۹۹۳   |
| ۲۹۳۰۰ | 1993 TD25      | ۹ اکتبر ۱۹۹۳    |
| ۲۹۳۰۱ | 1993 TQ31      | ۹ اکتبر ۱۹۹۳    |
| ۲۹۳۰۲ | 1993 TY34      | ۹ اکتبر ۱۹۹۳    |
| ۲۹۳۰۳ | 1993 TO36      | ۱۱ اکتبر ۱۹۹۳   |
| ۲۹۳۰۴ | 1993 TF37      | ۹ اکتبر ۱۹۹۳    |
| ۲۹۳۰۵ | 1993 TJ38      | ۹ اکتبر ۱۹۹۳    |
| ۲۹۳۰۶ | 1993 TK38      | ۹ اکتبر ۱۹۹۳    |
| ۲۹۳۰۷ | Torbernbergman | ۹ اکتبر ۱۹۹۳    |
| ۲۹۳۰۸ | 1993 UF1       | ۲۰ اکتبر ۱۹۹۳   |
| ۲۹۳۰۹ | 1993 VF1       | ۱۵ نوامبر ۱۹۹۳  |
| ۲۹۳۱۰ | 1993 VA5       | ۱۵ نوامبر ۱۹۹۳  |
| ۲۹۳۱۱ | Lesire         | ۱۶ ژانویه ۱۹۹۴  |
| ۲۹۳۱۲ | 1994 BL4       | ۲۱ ژانویه ۱۹۹۴  |
| ۲۹۳۱۲ | 1994 CR        | ۴ فوریه ۱۹۹۴    |
| ۲۹۳۱۴ | 1994 CR18      | ۸ فوریه ۱۹۹۴    |
| ۲۹۳۱۵ | 1994 EV5       | ۹ مارس ۱۹۹۴     |
| ۲۹۳۱۶ | 1994 LY1       | ۷ ژوئن ۱۹۹۴     |
| ۲۹۳۱۷ | 1994 PR9       | ۱۰ اوت ۱۹۹۴     |
| ۲۹۳۱۸ | 1994 PH14      | ۱۰ اوت ۱۹۹۴     |
| ۲۹۳۱۹ | 1994 PS14      | ۱۰ اوت ۱۹۹۴     |
| ۲۹۳۲۰ | 1994 PW14      | ۱۰ اوت ۱۹۹۴     |
| ۲۹۳۲۱ | 1994 PL16      | ۱۰ اوت ۱۹۹۴     |
| ۲۹۳۲۲ | 1994 PS16      | ۱۰ اوت ۱۹۹۴     |
| ۲۹۳۲۳ | 1994 PN19      | ۱۲ اوت ۱۹۹۴     |
| ۲۹۳۲۴ | 1994 PM31      | ۱۲ اوت ۱۹۹۴     |
| ۲۹۳۲۵ | 1994 PN39      | ۱۰ اوت ۱۹۹۴     |
| ۲۹۳۲۶ | 1994 RK3       | ۲ سپتامبر ۱۹۹۴  |
| ۲۹۳۲۷ | 1994 SV9       | ۲۸ سپتامبر ۱۹۹۴ |
| ۲۹۳۲۸ | Hanshintigers  | ۱۳ اکتبر ۱۹۹۴   |
| ۲۹۳۲۹ | Knobelsdorff   | ۵ اکتبر ۱۹۹۴    |
| ۲۹۳۲۹ | 1994 UK        | ۳۱ اکتبر ۱۹۹۴   |
| ۲۹۳۳۱ | 1994 UC8       | ۲۸ اکتبر ۱۹۹۴   |
| ۲۹۳۳۱ | 1994 VE        | ۱ نوامبر ۱۹۹۴   |
| ۲۹۳۳۳ | 1994 VE2       | ۸ نوامبر ۱۹۹۴   |
| ۲۹۳۳۳ | 1994 XJ        | ۳ دسامبر ۱۹۹۴   |
| ۲۹۳۳۳ | 1994 XL        | ۳ دسامبر ۱۹۹۴   |
| ۲۹۳۳۶ | 1994 YT1       | ۳۱ دسامبر ۱۹۹۴  |
| ۲۹۳۳۷ | 1995 AE1       | ۶ ژانویه ۱۹۹۵   |
| ۲۹۳۳۸ | 1995 AV2       | ۲ ژانویه ۱۹۹۵   |
| ۲۹۳۳۸ | 1995 BA        | ۱۹ ژانویه ۱۹۹۵  |
| ۲۹۳۳۸ | 1995 BF        | ۲۳ ژانویه ۱۹۹۵  |
| ۲۹۳۴۱ | 1995 BC1       | ۲۵ ژانویه ۱۹۹۵  |
| ۲۹۳۴۲ | 1995 CF1       | ۳ فوریه ۱۹۹۵    |
| ۲۹۳۴۳ | 1995 CK10      | ۱ فوریه ۱۹۹۵    |
| ۲۹۳۴۳ | 1995 DX        | ۲۰ فوریه ۱۹۹۵   |
| ۲۹۳۴۵ | Ivandanilov    | ۲۲ فوریه ۱۹۹۵   |
| ۲۹۳۴۶ | Mariadina      | ۲۵ فوریه ۱۹۹۵   |
| ۲۹۳۴۶ | 1995 EU        | ۵ مارس ۱۹۹۵     |
| ۲۹۳۴۸ | Criswick       | ۲۸ مارس ۱۹۹۵    |
| ۲۹۳۴۹ | 1995 FQ4       | ۲۳ مارس ۱۹۹۵    |
| ۲۹۳۵۰ | 1995 FQ20      | ۳۱ مارس ۱۹۹۵    |
| ۲۹۳۵۱ | 1995 HP2       | ۲۵ آوریل ۱۹۹۵   |
| ۲۹۳۵۱ | 1995 JR        | ۱ مه ۱۹۹۵       |
| ۲۹۳۵۳ | Manu           | ۱۹ ژوئیه ۱۹۹۵   |
| ۲۹۳۵۴ | 1995 OR1       | ۱۹ ژوئیه ۱۹۹۵   |
| ۲۹۳۵۵ | Siratakayama   | ۲۸ اوت ۱۹۹۵     |
| ۲۹۳۵۶ | Giovarduino    | ۲۵ سپتامبر ۱۹۹۵ |
| ۲۹۳۵۷ | 1995 YE6       | ۱۶ دسامبر ۱۹۹۵  |
| ۲۹۳۵۸ | 1996 AY7       | ۱۲ ژانویه ۱۹۹۶  |
| ۲۹۳۵۸ | 1996 BK        | ۱۶ ژانویه ۱۹۹۶  |
| ۲۹۳۶۰ | 1996 BR14      | ۱۸ ژانویه ۱۹۹۶  |
| ۲۹۳۶۰ | 1996 CY        | ۹ فوریه ۱۹۹۶    |
| ۲۹۳۶۲ | 1996 CY2       | ۱۵ فوریه ۱۹۹۶   |
| ۲۹۳۶۳ | 1996 CW8       | ۱۴ فوریه ۱۹۹۶   |
| ۲۹۳۶۳ | 1996 DG        | ۱۸ فوریه ۱۹۹۶   |
| ۲۹۳۶۵ | 1996 DN2       | ۲۳ فوریه ۱۹۹۶   |
| ۲۹۳۶۶ | 1996 DS6       | ۱۶ فوریه ۱۹۹۶   |
| ۲۹۳۶۷ | 1996 EN12      | ۱۳ مارس ۱۹۹۶    |
| ۲۹۳۶۸ | 1996 FF2       | ۲۰ مارس ۱۹۹۶    |
| ۲۹۳۶۹ | 1996 FK2       | ۲۱ مارس ۱۹۹۶    |
| ۲۹۳۷۰ | 1996 FQ4       | ۱۸ مارس ۱۹۹۶    |
| ۲۹۳۷۱ | 1996 FG16      | ۲۲ مارس ۱۹۹۶    |
| ۲۹۳۷۱ | 1996 GA        | ۵ آوریل ۱۹۹۶    |
| ۲۹۳۷۳ | 1996 GP2       | ۱۴ آوریل ۱۹۹۶   |
| ۲۹۳۷۴ | 1996 GZ2       | ۱۳ آوریل ۱۹۹۶   |
| ۲۹۳۷۵ | 1996 GN17      | ۱۵ آوریل ۱۹۹۶   |
| ۲۹۳۷۶ | 1996 GU17      | ۱۵ آوریل ۱۹۹۶   |
| ۲۹۳۷۷ | 1996 GV18      | ۱۵ آوریل ۱۹۹۶   |
| ۲۹۳۷۸ | 1996 HP4       | ۱۸ آوریل ۱۹۹۶   |
| ۲۹۳۷۹ | 1996 HX12      | ۱۷ آوریل ۱۹۹۶   |
| ۲۹۳۸۰ | 1996 HO13      | ۱۷ آوریل ۱۹۹۶   |
| ۲۹۳۸۱ | 1996 HR15      | ۱۸ آوریل ۱۹۹۶   |
| ۲۹۳۸۲ | 1996 HM16      | ۱۸ آوریل ۱۹۹۶   |
| ۲۹۳۸۳ | 1996 HA23      | ۲۰ آوریل ۱۹۹۶   |
| ۲۹۳۸۴ | 1996 HO23      | ۲۰ آوریل ۱۹۹۶   |
| ۲۹۳۸۴ | 1996 JT        | ۱۳ مه ۱۹۹۶      |
| ۲۹۳۸۶ | 1996 JC5       | ۱۰ مه ۱۹۹۶      |
| ۲۹۳۸۷ | 1996 JC6       | ۱۱ مه ۱۹۹۶      |
| ۲۹۳۸۸ | 1996 JD6       | ۱۱ مه ۱۹۹۶      |
| ۲۹۳۸۸ | 1996 LZ        | ۱۳ ژوئن ۱۹۹۶    |
| ۲۹۳۹۰ | 1996 LO3       | ۱۱ ژوئن ۱۹۹۶    |
| ۲۹۳۹۱ | Knight         | ۱۷ ژوئن ۱۹۹۶    |
| ۲۹۳۹۲ | 1996 MN1       | ۱۶ ژوئن ۱۹۹۶    |
| ۲۹۳۹۳ | 1996 NA3       | ۱۴ ژوئیه ۱۹۹۶   |
| ۲۹۳۹۴ | 1996 NR5       | ۱۲ ژوئیه ۱۹۹۶   |
| ۲۹۳۹۵ | 1996 PO1       | ۵ اوت ۱۹۹۶      |
| ۲۹۳۹۶ | 1996 PM3       | ۶ اوت ۱۹۹۶      |
| ۲۹۳۹۷ | 1996 RU3       | ۱۳ سپتامبر ۱۹۹۶ |
| ۲۹۳۹۸ | 1996 RM5       | ۱۵ سپتامبر ۱۹۹۶ |
| ۲۹۳۹۹ | 1996 RO5       | ۱۵ سپتامبر ۱۹۹۶ |
| ۲۹۴۰۰ | 1996 RO6       | ۵ سپتامبر ۱۹۹۶  |
| ۲۹۴۰۱ | Asterix        | ۱ اکتبر ۱۹۹۶    |
| ۲۹۴۰۲ | Obelix         | ۱۴ اکتبر ۱۹۹۶   |
| ۲۹۴۰۳ | 1996 TO13      | ۵ اکتبر ۱۹۹۶    |
| ۲۹۴۰۴ | Hikarusato     | ۹ اکتبر ۱۹۹۶    |
| ۲۹۴۰۵ | 1996 TN18      | ۴ اکتبر ۱۹۹۶    |
| ۲۹۴۰۶ | 1996 TS32      | ۱۰ اکتبر ۱۹۹۶   |
| ۲۹۴۰۶ | 1996 UW        | ۲۰ اکتبر ۱۹۹۶   |
| ۲۹۴۰۸ | 1996 VJ5       | ۳ نوامبر ۱۹۹۶   |
| ۲۹۴۰۹ | 1996 VW5       | ۱۴ نوامبر ۱۹۹۶  |
| ۲۹۴۱۰ | 1996 VD6       | ۱۵ نوامبر ۱۹۹۶  |
| ۲۹۴۱۱ | 1996 WQ2       | ۲۰ نوامبر ۱۹۹۶  |
| ۲۹۴۱۲ | 1996 WJ3       | ۲۷ نوامبر ۱۹۹۶  |
| ۲۹۴۱۳ | 1996 XE1       | ۲ دسامبر ۱۹۹۶   |
| ۲۹۴۱۴ | 1996 XF1       | ۲ دسامبر ۱۹۹۶   |
| ۲۹۴۱۵ | 1996 XU5       | ۷ دسامبر ۱۹۹۶   |
| ۲۹۴۱۶ | 1996 XX5       | ۷ دسامبر ۱۹۹۶   |
| ۲۹۴۱۷ | 1996 XR26      | ۶ دسامبر ۱۹۹۶   |
| ۲۹۴۱۸ | 1997 AH13      | ۱۱ ژانویه ۱۹۹۷  |
| ۲۹۴۱۹ | 1997 AD18      | ۱۳ ژانویه ۱۹۹۷  |
| ۲۹۴۲۰ | 1997 AT18      | ۹ ژانویه ۱۹۹۷   |
| ۲۹۴۲۱ | 1997 AV18      | ۹ ژانویه ۱۹۹۷   |
| ۲۹۴۲۲ | 1997 AH21      | ۹ ژانویه ۱۹۹۷   |
| ۲۹۴۲۳ | 1997 AF22      | ۹ ژانویه ۱۹۹۷   |
| ۲۹۴۲۴ | 1997 BV4       | ۲۹ ژانویه ۱۹۹۷  |
| ۲۹۴۲۵ | 1997 CZ21      | ۱۳ فوریه ۱۹۹۷   |
| ۲۹۴۲۶ | 1997 CH28      | ۱۱ فوریه ۱۹۹۷   |
| ۲۹۴۲۷ | Oswaldthomas   | ۷ مارس ۱۹۹۷     |
| ۲۹۴۲۸ | 1997 FM1       | ۳۱ مارس ۱۹۹۷    |
| ۲۹۴۲۹ | 1997 GO13      | ۳ آوریل ۱۹۹۷    |
| ۲۹۴۳۰ | 1997 GG22      | ۶ آوریل ۱۹۹۷    |
| ۲۹۴۳۱ | Shijimi        | ۱۲ آوریل ۱۹۹۷   |
| ۲۹۴۳۲ | 1997 GP34      | ۳ آوریل ۱۹۹۷    |
| ۲۹۴۳۳ | 1997 HC3       | ۳۰ آوریل ۱۹۹۷   |
| ۲۹۴۳۴ | 1997 HZ13      | ۳۰ آوریل ۱۹۹۷   |
| ۲۹۴۳۵ | Mordell        | ۸ مه ۱۹۹۷       |
| ۲۹۴۳۶ | 1997 JT14      | ۳ مه ۱۹۹۷       |
| ۲۹۴۳۷ | Marchais       | ۷ ژوئن ۱۹۹۷     |
| ۲۹۴۳۷ | 1997 MV        | ۲۶ ژوئن ۱۹۹۷    |
| ۲۹۴۳۹ | 1997 MQ1       | ۲۸ ژوئن ۱۹۹۷    |
| ۲۹۴۴۰ | 1997 MK4       | ۲۸ ژوئن ۱۹۹۷    |
| ۲۹۴۴۱ | 1997 NN1       | ۲ ژوئیه ۱۹۹۷    |
| ۲۹۴۴۲ | 1997 NS4       | ۸ ژوئیه ۱۹۹۷    |
| ۲۹۴۴۳ | Remocorti      | ۱۳ ژوئیه ۱۹۹۷   |
| ۲۹۴۴۴ | 1997 NR10      | ۶ ژوئیه ۱۹۹۷    |
| ۲۹۴۴۴ | 1997 PH        | ۱ اوت ۱۹۹۷      |
| ۲۹۴۴۴ | 1997 PX        | ۴ اوت ۱۹۹۷      |
| ۲۹۴۴۷ | Jerzyneyman    | ۱۲ اوت ۱۹۹۷     |
| ۲۹۴۴۸ | Pappos         | ۲۳ اوت ۱۹۹۷     |
| ۲۹۴۴۹ | 1997 QR2       | ۲۹ اوت ۱۹۹۷     |
| ۲۹۴۵۰ | 1997 QZ2       | ۲۸ اوت ۱۹۹۷     |
| ۲۹۴۵۱ | 1997 RM1       | ۲ سپتامبر ۱۹۹۷  |
| ۲۹۴۵۲ | 1997 RV2       | ۳ سپتامبر ۱۹۹۷  |
| ۲۹۴۵۳ | 1997 RU6       | ۵ سپتامبر ۱۹۹۷  |
| ۲۹۴۵۴ | 1997 RZ6       | ۹ سپتامبر ۱۹۹۷  |
| ۲۹۴۵۵ | 1997 SX1       | ۲۳ سپتامبر ۱۹۹۷ |
| ۲۹۴۵۶ | Evakrchova     | ۲۴ سپتامبر ۱۹۹۷ |
| ۲۹۴۵۷ | Marcopolo      | ۲۵ سپتامبر ۱۹۹۷ |
| ۲۹۴۵۸ | Pearson        | ۳۰ سپتامبر ۱۹۹۷ |
| ۲۹۴۵۹ | 1997 SO16      | ۲۹ سپتامبر ۱۹۹۷ |
| ۲۹۴۶۰ | 1997 SR31      | ۳۰ سپتامبر ۱۹۹۷ |
| ۲۹۴۶۱ | 1997 SP32      | ۳۰ سپتامبر ۱۹۹۷ |
| ۲۹۴۶۲ | 1997 SG34      | ۲۹ سپتامبر ۱۹۹۷ |
| ۲۹۴۶۳ | Benjaminpeirce | ۲ اکتبر ۱۹۹۷    |
| ۲۹۴۶۴ | Leonmis        | ۵ اکتبر ۱۹۹۷    |
| ۲۹۴۶۵ | 1997 TX10      | ۳ اکتبر ۱۹۹۷    |
| ۲۹۴۶۶ | 1997 TN17      | ۸ اکتبر ۱۹۹۷    |
| ۲۹۴۶۷ | Shandongdaxue  | ۱۵ اکتبر ۱۹۹۷   |
| ۲۹۴۶۷ | 1997 UC        | ۲۰ اکتبر ۱۹۹۷   |
| ۲۹۴۶۹ | 1997 UV2       | ۲۵ اکتبر ۱۹۹۷   |
| ۲۹۴۷۰ | 1997 UC7       | ۲۶ اکتبر ۱۹۹۷   |
| ۲۹۴۷۱ | Spejbl         | ۲۷ اکتبر ۱۹۹۷   |
| ۲۹۴۷۲ | Hurvinek       | ۲۷ اکتبر ۱۹۹۷   |
| ۲۹۴۷۳ | Krejci         | ۲۱ اکتبر ۱۹۹۷   |
| ۲۹۴۷۴ | 1997 UT8       | ۲۵ اکتبر ۱۹۹۷   |
| ۲۹۴۷۵ | 1997 UF11      | ۲۹ اکتبر ۱۹۹۷   |
| ۲۹۴۷۶ | Kvicala        | ۳۱ اکتبر ۱۹۹۷   |
| ۲۹۴۷۷ | Zdiksima       | ۳۱ اکتبر ۱۹۹۷   |
| ۲۹۴۷۸ | 1997 UW17      | ۲۸ اکتبر ۱۹۹۷   |
| ۲۹۴۷۹ | 1997 VJ1       | ۱ نوامبر ۱۹۹۷   |
| ۲۹۴۸۰ | 1997 VO1       | ۱ نوامبر ۱۹۹۷   |
| ۲۹۴۸۱ | 1997 VJ3       | ۶ نوامبر ۱۹۹۷   |
| ۲۹۴۸۲ | 1997 VM3       | ۶ نوامبر ۱۹۹۷   |
| ۲۹۴۸۳ | Boeker         | ۳ نوامبر ۱۹۹۷   |
| ۲۹۴۸۴ | Honzavesely    | ۹ نوامبر ۱۹۹۷   |
| ۲۹۴۸۵ | 1997 VE7       | ۲ نوامبر ۱۹۹۷   |
| ۲۹۴۸۶ | 1997 VG7       | ۲ نوامبر ۱۹۹۷   |
| ۲۹۴۸۷ | 1997 VU8       | ۱۴ نوامبر ۱۹۹۷  |
| ۲۹۴۸۷ | 1997 WM        | ۱۸ نوامبر ۱۹۹۷  |
| ۲۹۴۸۷ | 1997 WQ        | ۱۸ نوامبر ۱۹۹۷  |
| ۲۹۴۹۰ | Myslbek        | ۱۹ نوامبر ۱۹۹۷  |
| ۲۹۴۹۱ | Pfaff          | ۲۳ نوامبر ۱۹۹۷  |
| ۲۹۴۹۲ | 1997 WP2       | ۲۳ نوامبر ۱۹۹۷  |
| ۲۹۴۹۳ | 1997 WR5       | ۲۳ نوامبر ۱۹۹۷  |
| ۲۹۴۹۴ | 1997 WL7       | ۱۹ نوامبر ۱۹۹۷  |
| ۲۹۴۹۵ | 1997 WU7       | ۲۷ نوامبر ۱۹۹۷  |
| ۲۹۴۹۶ | 1997 WE8       | ۱۹ نوامبر ۱۹۹۷  |
| ۲۹۴۹۷ | 1997 WD15      | ۲۳ نوامبر ۱۹۹۷  |
| ۲۹۴۹۸ | 1997 WK21      | ۳۰ نوامبر ۱۹۹۷  |
| ۲۹۴۹۹ | 1997 WT21      | ۳۰ نوامبر ۱۹۹۷  |
| ۲۹۵۰۰ | 1997 WP32      | ۲۹ نوامبر ۱۹۹۷  |
| ۲۹۵۰۱ | 1997 WQ32      | ۲۹ نوامبر ۱۹۹۷  |
| ۲۹۵۰۲ | 1997 WL35      | ۲۹ نوامبر ۱۹۹۷  |
| ۲۹۵۰۳ | 1997 WQ38      | ۲۹ نوامبر ۱۹۹۷  |
| ۲۹۵۰۴ | 1997 WS44      | ۲۹ نوامبر ۱۹۹۷  |
| ۲۹۵۰۵ | 1997 WV44      | ۲۹ نوامبر ۱۹۹۷  |
| ۲۹۵۰۵ | 1997 XM        | ۳ دسامبر ۱۹۹۷   |
| ۲۹۵۰۵ | 1997 XV        | ۳ دسامبر ۱۹۹۷   |
| ۲۹۵۰۸ | 1997 XR8       | ۷ دسامبر ۱۹۹۷   |
| ۲۹۵۰۹ | 1997 YK1       | ۱۷ دسامبر ۱۹۹۷  |
| ۲۹۵۱۰ | 1997 YF2       | ۲۱ دسامبر ۱۹۹۷  |
| ۲۹۵۱۱ | 1997 YP3       | ۲۱ دسامبر ۱۹۹۷  |
| ۲۹۵۱۲ | 1997 YL5       | ۲۵ دسامبر ۱۹۹۷  |
| ۲۹۵۱۳ | 1997 YT5       | ۲۵ دسامبر ۱۹۹۷  |
| ۲۹۵۱۴ | 1997 YV6       | ۲۵ دسامبر ۱۹۹۷  |
| ۲۹۵۱۵ | 1997 YL7       | ۲۷ دسامبر ۱۹۹۷  |
| ۲۹۵۱۶ | 1997 YO7       | ۲۷ دسامبر ۱۹۹۷  |
| ۲۹۵۱۷ | 1997 YQ10      | ۳۰ دسامبر ۱۹۹۷  |
| ۲۹۵۱۸ | 1997 YW11      | ۳۱ دسامبر ۱۹۹۷  |
| ۲۹۵۱۹ | 1997 YH13      | ۲۹ دسامبر ۱۹۹۷  |
| ۲۹۵۲۰ | 1997 YH14      | ۳۱ دسامبر ۱۹۹۷  |
| ۲۹۵۲۱ | 1997 YK14      | ۳۱ دسامبر ۱۹۹۷  |
| ۲۹۵۲۲ | 1997 YL15      | ۲۹ دسامبر ۱۹۹۷  |
| ۲۹۵۲۳ | 1997 YO21      | ۲۹ دسامبر ۱۹۹۷  |
| ۲۹۵۲۳ | 1998 AE        | ۳ ژانویه ۱۹۹۸   |
| ۲۹۵۲۳ | 1998 AF        | ۲ ژانویه ۱۹۹۸   |
| ۲۹۵۲۳ | 1998 AV        | ۵ ژانویه ۱۹۹۸   |
| ۲۹۵۲۷ | 1998 AY6       | ۵ ژانویه ۱۹۹۸   |
| ۲۹۵۲۸ | 1998 AN8       | ۱۰ ژانویه ۱۹۹۸  |
| ۲۹۵۲۸ | 1998 BM        | ۱۸ ژانویه ۱۹۹۸  |
| ۲۹۵۲۸ | 1998 BT        | ۱۹ ژانویه ۱۹۹۸  |
| ۲۹۵۳۱ | 1998 BA1       | ۱۹ ژانویه ۱۹۹۸  |
| ۲۹۵۳۲ | 1998 BJ1       | ۱۹ ژانویه ۱۹۹۸  |
| ۲۹۵۳۳ | 1998 BW1       | ۱۹ ژانویه ۱۹۹۸  |
| ۲۹۵۳۴ | 1998 BP7       | ۲۴ ژانویه ۱۹۹۸  |
| ۲۹۵۳۵ | 1998 BF8       | ۲۵ ژانویه ۱۹۹۸  |
| ۲۹۵۳۶ | 1998 BC12      | ۲۳ ژانویه ۱۹۹۸  |
| ۲۹۵۳۷ | 1998 BW15      | ۲۴ ژانویه ۱۹۹۸  |
| ۲۹۵۳۸ | 1998 BN16      | ۲۵ ژانویه ۱۹۹۸  |
| ۲۹۵۳۹ | 1998 BT23      | ۲۶ ژانویه ۱۹۹۸  |
| ۲۹۵۴۰ | 1998 BV24      | ۲۸ ژانویه ۱۹۹۸  |
| ۲۹۵۴۱ | 1998 BZ24      | ۲۸ ژانویه ۱۹۹۸  |
| ۲۹۵۴۲ | 1998 BZ25      | ۲۹ ژانویه ۱۹۹۸  |
| ۲۹۵۴۳ | 1998 BV29      | ۲۹ ژانویه ۱۹۹۸  |
| ۲۹۵۴۴ | 1998 BE30      | ۳۰ ژانویه ۱۹۹۸  |
| ۲۹۵۴۵ | 1998 BM31      | ۲۶ ژانویه ۱۹۹۸  |
| ۲۹۵۴۶ | 1998 BV33      | ۳۱ ژانویه ۱۹۹۸  |
| ۲۹۵۴۷ | 1998 BA34      | ۲۵ ژانویه ۱۹۹۸  |
| ۲۹۵۴۸ | 1998 BC42      | ۱۹ ژانویه ۱۹۹۸  |
| ۲۹۵۴۹ | 1998 BB44      | ۲۵ ژانویه ۱۹۹۸  |
| ۲۹۵۵۰ | 1998 BE44      | ۲۵ ژانویه ۱۹۹۸  |
| ۲۹۵۵۱ | 1998 CH1       | ۵ فوریه ۱۹۹۸    |
| ۲۹۵۵۲ | Chern          | ۱۵ فوریه ۱۹۹۸   |
| ۲۹۵۵۳ | 1998 CZ3       | ۶ فوریه ۱۹۹۸    |
| ۲۹۵۵۴ | 1998 CL4       | ۶ فوریه ۱۹۹۸    |
| ۲۹۵۵۵ | MACEK          | ۱۸ فوریه ۱۹۹۸   |
| ۲۹۵۵۶ | 1998 DR2       | ۲۱ فوریه ۱۹۹۸   |
| ۲۹۵۵۷ | 1998 DV3       | ۲۲ فوریه ۱۹۹۸   |
| ۲۹۵۵۸ | 1998 DN4       | ۲۲ فوریه ۱۹۹۸   |
| ۲۹۵۵۹ | 1998 DS4       | ۲۲ فوریه ۱۹۹۸   |
| ۲۹۵۶۰ | 1998 DE9       | ۲۲ فوریه ۱۹۹۸   |
| ۲۹۵۶۱ | Iatteri        | ۲۱ فوریه ۱۹۹۸   |
| ۲۹۵۶۲ | Danmacdonald   | ۲۲ فوریه ۱۹۹۸   |
| ۲۹۵۶۳ | 1998 DY26      | ۲۴ فوریه ۱۹۹۸   |
| ۲۹۵۶۴ | 1998 ED6       | ۲ مارس ۱۹۹۸     |
| ۲۹۵۶۵ | Glenngould     | ۱۷ مارس ۱۹۹۸    |
| ۲۹۵۶۶ | 1998 FK5       | ۲۴ مارس ۱۹۹۸    |
| ۲۹۵۶۷ | 1998 FT13      | ۲۶ مارس ۱۹۹۸    |
| ۲۹۵۶۸ | Gobbi-Belcredi | ۲۵ مارس ۱۹۹۸    |
| ۲۹۵۶۹ | 1998 FA23      | ۲۰ مارس ۱۹۹۸    |
| ۲۹۵۷۰ | 1998 FY27      | ۲۰ مارس ۱۹۹۸    |
| ۲۹۵۷۱ | 1998 FC29      | ۲۰ مارس ۱۹۹۸    |
| ۲۹۵۷۲ | 1998 FH30      | ۲۰ مارس ۱۹۹۸    |
| ۲۹۵۷۳ | 1998 FU38      | ۲۰ مارس ۱۹۹۸    |
| ۲۹۵۷۴ | 1998 FM45      | ۲۰ مارس ۱۹۹۸    |
| ۲۹۵۷۵ | 1998 FM51      | ۲۰ مارس ۱۹۹۸    |
| ۲۹۵۷۶ | 1998 FF52      | ۲۰ مارس ۱۹۹۸    |
| ۲۹۵۷۷ | 1998 FA53      | ۲۰ مارس ۱۹۹۸    |
| ۲۹۵۷۸ | 1998 FU53      | ۲۰ مارس ۱۹۹۸    |
| ۲۹۵۷۹ | 1998 FV54      | ۲۰ مارس ۱۹۹۸    |
| ۲۹۵۸۰ | 1998 FK55      | ۲۰ مارس ۱۹۹۸    |
| ۲۹۵۸۱ | 1998 FR55      | ۲۰ مارس ۱۹۹۸    |
| ۲۹۵۸۲ | 1998 FR58      | ۲۰ مارس ۱۹۹۸    |
| ۲۹۵۸۳ | 1998 FA60      | ۲۰ مارس ۱۹۹۸    |
| ۲۹۵۸۴ | 1998 FQ60      | ۲۰ مارس ۱۹۹۸    |
| ۲۹۵۸۵ | 1998 FD64      | ۲۰ مارس ۱۹۹۸    |
| ۲۹۵۸۶ | 1998 FT66      | ۲۰ مارس ۱۹۹۸    |
| ۲۹۵۸۷ | 1998 FR69      | ۲۰ مارس ۱۹۹۸    |
| ۲۹۵۸۸ | 1998 FM71      | ۲۰ مارس ۱۹۹۸    |
| ۲۹۵۸۹ | 1998 FV98      | ۳۱ مارس ۱۹۹۸    |
| ۲۹۵۹۰ | 1998 FR115     | ۳۱ مارس ۱۹۹۸    |
| ۲۹۵۹۱ | 1998 FK121     | ۲۰ مارس ۱۹۹۸    |
| ۲۹۵۹۲ | 1998 FP123     | ۲۰ مارس ۱۹۹۸    |
| ۲۹۵۹۳ | 1998 FA129     | ۲۲ مارس ۱۹۹۸    |
| ۲۹۵۹۴ | 1998 GK8       | ۲ آوریل ۱۹۹۸    |
| ۲۹۵۹۵ | 1998 HL14      | ۲۶ آوریل ۱۹۹۸   |
| ۲۹۵۹۶ | 1998 HO32      | ۲۰ آوریل ۱۹۹۸   |
| ۲۹۵۹۷ | 1998 HT37      | ۲۰ آوریل ۱۹۹۸   |
| ۲۹۵۹۸ | 1998 HB62      | ۲۱ آوریل ۱۹۹۸   |
| ۲۹۵۹۹ | 1998 HZ119     | ۲۳ آوریل ۱۹۹۸   |
| ۲۹۶۰۰ | 1998 HP134     | ۱۹ آوریل ۱۹۹۸   |
| ۲۹۶۰۱ | 1998 KK31      | ۲۲ مه ۱۹۹۸      |
| ۲۹۶۰۲ | 1998 LA2       | ۱ ژوئن ۱۹۹۸     |
| ۲۹۶۰۳ | 1998 MO44      | ۱۹ ژوئن ۱۹۹۸    |
| ۲۹۶۰۴ | 1998 QX5       | ۲۴ اوت ۱۹۹۸     |
| ۲۹۶۰۵ | 1998 QF54      | ۲۷ اوت ۱۹۹۸     |
| ۲۹۶۰۶ | 1998 QN94      | ۱۷ اوت ۱۹۹۸     |
| ۲۹۶۰۷ | 1998 QZ97      | ۲۸ اوت ۱۹۹۸     |
| ۲۹۶۰۸ | 1998 RP50      | ۱۴ سپتامبر ۱۹۹۸ |
| ۲۹۶۰۹ | 1998 RY54      | ۱۴ سپتامبر ۱۹۹۸ |
| ۲۹۶۱۰ | 1998 RO60      | ۱۴ سپتامبر ۱۹۹۸ |
| ۲۹۶۱۱ | 1998 RO77      | ۱۴ سپتامبر ۱۹۹۸ |
| ۲۹۶۱۲ | 1998 RR77      | ۱۴ سپتامبر ۱۹۹۸ |
| ۲۹۶۱۳ | Charlespicard  | ۱۶ سپتامبر ۱۹۹۸ |
| ۲۹۶۱۴ | 1998 SR35      | ۲۲ سپتامبر ۱۹۹۸ |
| ۲۹۶۱۵ | 1998 SL47      | ۲۶ سپتامبر ۱۹۹۸ |
| ۲۹۶۱۶ | 1998 SG64      | ۲۰ سپتامبر ۱۹۹۸ |
| ۲۹۶۱۷ | 1998 SK108     | ۲۶ سپتامبر ۱۹۹۸ |
| ۲۹۶۱۸ | 1998 SL124     | ۲۶ سپتامبر ۱۹۹۸ |
| ۲۹۶۱۹ | 1998 SO134     | ۲۶ سپتامبر ۱۹۹۸ |
| ۲۹۶۲۰ | 1998 SM140     | ۲۶ سپتامبر ۱۹۹۸ |
| ۲۹۶۲۱ | 1998 SY141     | ۲۶ سپتامبر ۱۹۹۸ |
| ۲۹۶۲۲ | 1998 SM145     | ۲۰ سپتامبر ۱۹۹۸ |
| ۲۹۶۲۳ | 1998 SR164     | ۳۰ سپتامبر ۱۹۹۸ |
| ۲۹۶۲۴ | Sugiyama       | ۲ اکتبر ۱۹۹۸    |
| ۲۹۶۲۵ | 1998 TF7       | ۱۴ اکتبر ۱۹۹۸   |
| ۲۹۶۲۶ | 1998 TV12      | ۱۳ اکتبر ۱۹۹۸   |
| ۲۹۶۲۷ | 1998 TX12      | ۱۳ اکتبر ۱۹۹۸   |
| ۲۹۶۲۸ | 1998 TX30      | ۱۰ اکتبر ۱۹۹۸   |
| ۲۹۶۲۹ | 1998 UP16      | ۲۶ اکتبر ۱۹۹۸   |
| ۲۹۶۳۰ | 1998 UN32      | ۲۹ اکتبر ۱۹۹۸   |
| ۲۹۶۳۱ | 1998 UV35      | ۲۸ اکتبر ۱۹۹۸   |
| ۲۹۶۳۲ | 1998 UR44      | ۱۹ اکتبر ۱۹۹۸   |
| ۲۹۶۳۳ | 1998 VH2       | ۱۰ نوامبر ۱۹۹۸  |
| ۲۹۶۳۴ | 1998 VB3       | ۱۰ نوامبر ۱۹۹۸  |
| ۲۹۶۳۵ | 1998 VP5       | ۹ نوامبر ۱۹۹۸   |
| ۲۹۶۳۶ | 1998 VH6       | ۱۱ نوامبر ۱۹۹۸  |
| ۲۹۶۳۷ | 1998 VN11      | ۱۰ نوامبر ۱۹۹۸  |
| ۲۹۶۳۸ | 1998 VX19      | ۱۰ نوامبر ۱۹۹۸  |
| ۲۹۶۳۹ | 1998 VO22      | ۱۰ نوامبر ۱۹۹۸  |
| ۲۹۶۴۰ | 1998 VQ22      | ۱۰ نوامبر ۱۹۹۸  |
| ۲۹۶۴۱ | 1998 VA26      | ۱۰ نوامبر ۱۹۹۸  |
| ۲۹۶۴۲ | 1998 VY27      | ۱۰ نوامبر ۱۹۹۸  |
| ۲۹۶۴۳ | Plucker        | ۱۵ نوامبر ۱۹۹۸  |
| ۲۹۶۴۴ | 1998 VA33      | ۱۱ نوامبر ۱۹۹۸  |
| ۲۹۶۴۵ | 1998 VX37      | ۱۰ نوامبر ۱۹۹۸  |
| ۲۹۶۴۶ | Polya          | ۱۶ نوامبر ۱۹۹۸  |
| ۲۹۶۴۷ | Poncelet       | ۱۷ نوامبر ۱۹۹۸  |
| ۲۹۶۴۸ | 1998 WM3       | ۱۹ نوامبر ۱۹۹۸  |
| ۲۹۶۴۹ | 1998 WP6       | ۲۳ نوامبر ۱۹۹۸  |
| ۲۹۶۵۰ | Toldy          | ۲۳ نوامبر ۱۹۹۸  |
| ۲۹۶۵۱ | 1998 WA9       | ۲۲ نوامبر ۱۹۹۸  |
| ۲۹۶۵۲ | 1998 WD9       | ۲۶ نوامبر ۱۹۹۸  |
| ۲۹۶۵۳ | 1998 WG9       | ۲۷ نوامبر ۱۹۹۸  |
| ۲۹۶۵۴ | 1998 WW9       | ۱۸ نوامبر ۱۹۹۸  |
| ۲۹۶۵۵ | 1998 WH10      | ۲۱ نوامبر ۱۹۹۸  |
| ۲۹۶۵۶ | 1998 WA12      | ۲۱ نوامبر ۱۹۹۸  |
| ۲۹۶۵۷ | 1998 WD12      | ۲۱ نوامبر ۱۹۹۸  |
| ۲۹۶۵۸ | 1998 WR17      | ۲۱ نوامبر ۱۹۹۸  |
| ۲۹۶۵۹ | 1998 WY17      | ۲۱ نوامبر ۱۹۹۸  |
| ۲۹۶۶۰ | 1998 WE20      | ۱۸ نوامبر ۱۹۹۸  |
| ۲۹۶۶۱ | 1998 WT20      | ۱۸ نوامبر ۱۹۹۸  |
| ۲۹۶۶۲ | 1998 WD23      | ۱۸ نوامبر ۱۹۹۸  |
| ۲۹۶۶۳ | 1998 WH23      | ۱۸ نوامبر ۱۹۹۸  |
| ۲۹۶۶۴ | 1998 WY23      | ۲۵ نوامبر ۱۹۹۸  |
| ۲۹۶۶۵ | 1998 WD24      | ۲۵ نوامبر ۱۹۹۸  |
| ۲۹۶۶۶ | 1998 WC31      | ۲۸ نوامبر ۱۹۹۸  |
| ۲۹۶۶۶ | 1998 XF        | ۱ دسامبر ۱۹۹۸   |
| ۲۹۶۶۶ | 1998 XO        | ۹ دسامبر ۱۹۹۸   |
| ۲۹۶۶۹ | 1998 XZ3       | ۱۱ دسامبر ۱۹۹۸  |
| ۲۹۶۷۰ | 1998 XS4       | ۱۲ دسامبر ۱۹۹۸  |
| ۲۹۶۷۱ | 1998 XX8       | ۹ دسامبر ۱۹۹۸   |
| ۲۹۶۷۲ | Salvo          | ۱۲ دسامبر ۱۹۹۸  |
| ۲۹۶۷۳ | 1998 XK11      | ۱۳ دسامبر ۱۹۹۸  |
| ۲۹۶۷۴ | Rausal         | ۱۵ دسامبر ۱۹۹۸  |
| ۲۹۶۷۵ | 1998 XV15      | ۱۵ دسامبر ۱۹۹۸  |
| ۲۹۶۷۶ | 1998 XW15      | ۱۴ دسامبر ۱۹۹۸  |
| ۲۹۶۷۷ | 1998 XL17      | ۱۵ دسامبر ۱۹۹۸  |
| ۲۹۶۷۸ | 1998 XZ18      | ۱۰ دسامبر ۱۹۹۸  |
| ۲۹۶۷۹ | 1998 XF23      | ۱۱ دسامبر ۱۹۹۸  |
| ۲۹۶۸۰ | 1998 XM27      | ۱۴ دسامبر ۱۹۹۸  |
| ۲۹۶۸۱ | 1998 XT47      | ۱۴ دسامبر ۱۹۹۸  |
| ۲۹۶۸۲ | 1998 XR48      | ۱۴ دسامبر ۱۹۹۸  |
| ۲۹۶۸۳ | 1998 XO50      | ۱۴ دسامبر ۱۹۹۸  |
| ۲۹۶۸۴ | 1998 XF51      | ۱۴ دسامبر ۱۹۹۸  |
| ۲۹۶۸۵ | 1998 XG53      | ۱۴ دسامبر ۱۹۹۸  |
| ۲۹۶۸۶ | 1998 XO53      | ۱۴ دسامبر ۱۹۹۸  |
| ۲۹۶۸۷ | 1998 XL78      | ۱۵ دسامبر ۱۹۹۸  |
| ۲۹۶۸۸ | 1998 XM92      | ۱۵ دسامبر ۱۹۹۸  |
| ۲۹۶۸۹ | 1998 XY93      | ۱۵ دسامبر ۱۹۹۸  |
| ۲۹۶۹۰ | 1998 XM94      | ۱۵ دسامبر ۱۹۹۸  |
| ۲۹۶۹۱ | 1998 XH96      | ۱۱ دسامبر ۱۹۹۸  |
| ۲۹۶۹۲ | 1998 XE97      | ۱۱ دسامبر ۱۹۹۸  |
| ۲۹۶۹۲ | 1998 YC        | ۱۶ دسامبر ۱۹۹۸  |
| ۲۹۶۹۲ | 1998 YG        | ۱۶ دسامبر ۱۹۹۸  |
| ۲۹۶۹۲ | 1998 YH        | ۱۶ دسامبر ۱۹۹۸  |
| ۲۹۶۹۲ | 1998 YN        | ۱۶ دسامبر ۱۹۹۸  |
| ۲۹۶۹۷ | 1998 YR1       | ۱۶ دسامبر ۱۹۹۸  |
| ۲۹۶۹۸ | 1998 YE3       | ۱۷ دسامبر ۱۹۹۸  |
| ۲۹۶۹۹ | 1998 YF4       | ۱۹ دسامبر ۱۹۹۸  |
| ۲۹۷۰۰ | Salmon         | ۱۹ دسامبر ۱۹۹۸  |
| ۲۹۷۰۱ | 1998 YT6       | ۲۰ دسامبر ۱۹۹۸  |
| ۲۹۷۰۲ | 1998 YY6       | ۲۳ دسامبر ۱۹۹۸  |
| ۲۹۷۰۳ | 1998 YL7       | ۲۲ دسامبر ۱۹۹۸  |
| ۲۹۷۰۴ | 1998 YB9       | ۲۳ دسامبر ۱۹۹۸  |
| ۲۹۷۰۵ | Cialucy        | ۲۶ دسامبر ۱۹۹۸  |
| ۲۹۷۰۶ | Simonetta      | ۲۵ دسامبر ۱۹۹۸  |
| ۲۹۷۰۷ | 1998 YU14      | ۲۲ دسامبر ۱۹۹۸  |
| ۲۹۷۰۸ | 1998 YQ15      | ۲۲ دسامبر ۱۹۹۸  |
| ۲۹۷۰۹ | 1999 AF2       | ۹ ژانویه ۱۹۹۹   |
| ۲۹۷۱۰ | 1999 AK2       | ۹ ژانویه ۱۹۹۹   |
| ۲۹۷۱۱ | 1999 AU5       | ۱۲ ژانویه ۱۹۹۹  |
| ۲۹۷۱۲ | 1999 AX6       | ۹ ژانویه ۱۹۹۹   |
| ۲۹۷۱۳ | 1999 AK7       | ۱۰ ژانویه ۱۹۹۹  |
| ۲۹۷۱۴ | 1999 AL7       | ۱۰ ژانویه ۱۹۹۹  |
| ۲۹۷۱۵ | 1999 AW7       | ۱۳ ژانویه ۱۹۹۹  |
| ۲۹۷۱۶ | 1999 AY7       | ۱۳ ژانویه ۱۹۹۹  |
| ۲۹۷۱۷ | 1999 AC8       | ۱۳ ژانویه ۱۹۹۹  |
| ۲۹۷۱۸ | 1999 AH18      | ۱۱ ژانویه ۱۹۹۹  |
| ۲۹۷۱۹ | 1999 AF19      | ۱۳ ژانویه ۱۹۹۹  |
| ۲۹۷۲۰ | 1999 AC20      | ۱۳ ژانویه ۱۹۹۹  |
| ۲۹۷۲۱ | 1999 AC21      | ۱۳ ژانویه ۱۹۹۹  |
| ۲۹۷۲۲ | 1999 AQ23      | ۱۴ ژانویه ۱۹۹۹  |
| ۲۹۷۲۳ | 1999 AD24      | ۱۴ ژانویه ۱۹۹۹  |
| ۲۹۷۲۴ | 1999 AP24      | ۱۵ ژانویه ۱۹۹۹  |
| ۲۹۷۲۵ | 1999 AC25      | ۱۵ ژانویه ۱۹۹۹  |
| ۲۹۷۲۶ | 1999 AH26      | ۹ ژانویه ۱۹۹۹   |
| ۲۹۷۲۷ | 1999 AC34      | ۱۵ ژانویه ۱۹۹۹  |
| ۲۹۷۲۸ | 1999 AM34      | ۱۴ ژانویه ۱۹۹۹  |
| ۲۹۷۲۹ | 1999 BY1       | ۱۸ ژانویه ۱۹۹۹  |
| ۲۹۷۳۰ | 1999 BE2       | ۱۸ ژانویه ۱۹۹۹  |
| ۲۹۷۳۱ | 1999 BY2       | ۱۹ ژانویه ۱۹۹۹  |
| ۲۹۷۳۲ | 1999 BZ2       | ۱۹ ژانویه ۱۹۹۹  |
| ۲۹۷۳۳ | 1999 BA4       | ۱۸ ژانویه ۱۹۹۹  |
| ۲۹۷۳۴ | 1999 BP5       | ۲۱ ژانویه ۱۹۹۹  |
| ۲۹۷۳۵ | 1999 BR6       | ۲۱ ژانویه ۱۹۹۹  |
| ۲۹۷۳۶ | Fichtelberg    | ۲۱ ژانویه ۱۹۹۹  |
| ۲۹۷۳۷ | Norihiro       | ۲۱ ژانویه ۱۹۹۹  |
| ۲۹۷۳۸ | Ivobudil       | ۲۳ ژانویه ۱۹۹۹  |
| ۲۹۷۳۹ | 1999 BM9       | ۱۶ ژانویه ۱۹۹۹  |
| ۲۹۷۴۰ | 1999 BS9       | ۱۹ ژانویه ۱۹۹۹  |
| ۲۹۷۴۱ | 1999 BM10      | ۲۴ ژانویه ۱۹۹۹  |
| ۲۹۷۴۲ | 1999 BQ12      | ۲۴ ژانویه ۱۹۹۹  |
| ۲۹۷۴۳ | 1999 BM15      | ۲۶ ژانویه ۱۹۹۹  |
| ۲۹۷۴۴ | 1999 BG20      | ۱۶ ژانویه ۱۹۹۹  |
| ۲۹۷۴۵ | 1999 BM20      | ۱۶ ژانویه ۱۹۹۹  |
| ۲۹۷۴۶ | 1999 BB25      | ۱۸ ژانویه ۱۹۹۹  |
| ۲۹۷۴۷ | 1999 BJ25      | ۱۸ ژانویه ۱۹۹۹  |
| ۲۹۷۴۸ | 1999 BZ31      | ۱۹ ژانویه ۱۹۹۹  |
| ۲۹۷۴۸ | 1999 CN        | ۵ فوریه ۱۹۹۹    |
| ۲۹۷۵۰ | Chleborad      | ۸ فوریه ۱۹۹۹    |
| ۲۹۷۵۱ | 1999 CE4       | ۹ فوریه ۱۹۹۹    |
| ۲۹۷۵۲ | 1999 CG4       | ۱۰ فوریه ۱۹۹۹   |
| ۲۹۷۵۳ | Silvo          | ۱۰ فوریه ۱۹۹۹   |
| ۲۹۷۵۴ | 1999 CE5       | ۱۲ فوریه ۱۹۹۹   |
| ۲۹۷۵۵ | 1999 CT5       | ۱۲ فوریه ۱۹۹۹   |
| ۲۹۷۵۶ | 1999 CW5       | ۱۲ فوریه ۱۹۹۹   |
| ۲۹۷۵۷ | 1999 CH8       | ۱۳ فوریه ۱۹۹۹   |
| ۲۹۷۵۸ | 1999 CN8       | ۱۳ فوریه ۱۹۹۹   |
| ۲۹۷۵۹ | 1999 CR8       | ۱۲ فوریه ۱۹۹۹   |
| ۲۹۷۶۰ | 1999 CM10      | ۱۵ فوریه ۱۹۹۹   |
| ۲۹۷۶۱ | 1999 CJ16      | ۱۳ فوریه ۱۹۹۹   |
| ۲۹۷۶۲ | 1999 CK17      | ۱۰ فوریه ۱۹۹۹   |
| ۲۹۷۶۳ | 1999 CH20      | ۱۰ فوریه ۱۹۹۹   |
| ۲۹۷۶۴ | 1999 CC23      | ۱۰ فوریه ۱۹۹۹   |
| ۲۹۷۶۵ | 1999 CG23      | ۱۰ فوریه ۱۹۹۹   |
| ۲۹۷۶۶ | 1999 CL24      | ۱۰ فوریه ۱۹۹۹   |
| ۲۹۷۶۷ | 1999 CO24      | ۱۰ فوریه ۱۹۹۹   |
| ۲۹۷۶۸ | 1999 CZ27      | ۱۰ فوریه ۱۹۹۹   |
| ۲۹۷۶۹ | 1999 CE28      | ۱۰ فوریه ۱۹۹۹   |
| ۲۹۷۷۰ | 1999 CT28      | ۱۰ فوریه ۱۹۹۹   |
| ۲۹۷۷۱ | 1999 CA31      | ۱۰ فوریه ۱۹۹۹   |
| ۲۹۷۷۲ | 1999 CH31      | ۱۰ فوریه ۱۹۹۹   |
| ۲۹۷۷۳ | 1999 CH34      | ۱۰ فوریه ۱۹۹۹   |
| ۲۹۷۷۴ | 1999 CL44      | ۱۰ فوریه ۱۹۹۹   |
| ۲۹۷۷۵ | 1999 CO45      | ۱۰ فوریه ۱۹۹۹   |
| ۲۹۷۷۶ | 1999 CV45      | ۱۰ فوریه ۱۹۹۹   |
| ۲۹۷۷۷ | 1999 CK46      | ۱۰ فوریه ۱۹۹۹   |
| ۲۹۷۷۸ | 1999 CO48      | ۱۰ فوریه ۱۹۹۹   |
| ۲۹۷۷۹ | 1999 CK49      | ۱۰ فوریه ۱۹۹۹   |
| ۲۹۷۸۰ | 1999 CJ50      | ۱۰ فوریه ۱۹۹۹   |
| ۲۹۷۸۱ | 1999 CL50      | ۱۰ فوریه ۱۹۹۹   |
| ۲۹۷۸۲ | 1999 CN50      | ۱۰ فوریه ۱۹۹۹   |
| ۲۹۷۸۳ | 1999 CU50      | ۱۰ فوریه ۱۹۹۹   |
| ۲۹۷۸۴ | 1999 CD51      | ۱۰ فوریه ۱۹۹۹   |
| ۲۹۷۸۵ | 1999 CD55      | ۱۰ فوریه ۱۹۹۹   |
| ۲۹۷۸۶ | 1999 CO57      | ۱۰ فوریه ۱۹۹۹   |
| ۲۹۷۸۷ | 1999 CR57      | ۱۰ فوریه ۱۹۹۹   |
| ۲۹۷۸۸ | 1999 CG60      | ۱۲ فوریه ۱۹۹۹   |
| ۲۹۷۸۹ | 1999 CD64      | ۱۲ فوریه ۱۹۹۹   |
| ۲۹۷۹۰ | 1999 CW64      | ۱۲ فوریه ۱۹۹۹   |
| ۲۹۷۹۱ | 1999 CC65      | ۱۲ فوریه ۱۹۹۹   |
| ۲۹۷۹۲ | 1999 CG65      | ۱۲ فوریه ۱۹۹۹   |
| ۲۹۷۹۳ | 1999 CH65      | ۱۲ فوریه ۱۹۹۹   |
| ۲۹۷۹۴ | 1999 CC67      | ۱۲ فوریه ۱۹۹۹   |
| ۲۹۷۹۵ | 1999 CL71      | ۱۲ فوریه ۱۹۹۹   |
| ۲۹۷۹۶ | 1999 CW77      | ۱۲ فوریه ۱۹۹۹   |
| ۲۹۷۹۷ | 1999 CC78      | ۱۲ فوریه ۱۹۹۹   |
| ۲۹۷۹۸ | 1999 CP79      | ۱۲ فوریه ۱۹۹۹   |
| ۲۹۷۹۹ | 1999 CZ81      | ۱۲ فوریه ۱۹۹۹   |
| ۲۹۸۰۰ | 1999 CM84      | ۱۰ فوریه ۱۹۹۹   |
| ۲۹۸۰۱ | 1999 CX84      | ۱۰ فوریه ۱۹۹۹   |
| ۲۹۸۰۲ | 1999 CD86      | ۱۰ فوریه ۱۹۹۹   |
| ۲۹۸۰۳ | 1999 CQ87      | ۱۰ فوریه ۱۹۹۹   |
| ۲۹۸۰۴ | 1999 CH90      | ۱۰ فوریه ۱۹۹۹   |
| ۲۹۸۰۵ | 1999 CK91      | ۱۰ فوریه ۱۹۹۹   |
| ۲۹۸۰۶ | 1999 CQ98      | ۱۰ فوریه ۱۹۹۹   |
| ۲۹۸۰۷ | 1999 CR99      | ۱۰ فوریه ۱۹۹۹   |
| ۲۹۸۰۸ | 1999 CK100     | ۱۰ فوریه ۱۹۹۹   |
| ۲۹۸۰۹ | 1999 CQ103     | ۱۲ فوریه ۱۹۹۹   |
| ۲۹۸۱۰ | 1999 CF106     | ۱۲ فوریه ۱۹۹۹   |
| ۲۹۸۱۱ | 1999 CK109     | ۱۲ فوریه ۱۹۹۹   |
| ۲۹۸۱۲ | 1999 CS110     | ۱۲ فوریه ۱۹۹۹   |
| ۲۹۸۱۳ | 1999 CF111     | ۱۲ فوریه ۱۹۹۹   |
| ۲۹۸۱۴ | 1999 CU111     | ۱۲ فوریه ۱۹۹۹   |
| ۲۹۸۱۵ | 1999 CG112     | ۱۲ فوریه ۱۹۹۹   |
| ۲۹۸۱۶ | 1999 CS113     | ۱۲ فوریه ۱۹۹۹   |
| ۲۹۸۱۷ | 1999 CG117     | ۱۲ فوریه ۱۹۹۹   |
| ۲۹۸۱۸ | 1999 CM117     | ۱۲ فوریه ۱۹۹۹   |
| ۲۹۸۱۹ | 1999 CD128     | ۱۱ فوریه ۱۹۹۹   |
| ۲۹۸۲۰ | 1999 CW149     | ۱۳ فوریه ۱۹۹۹   |
| ۲۹۸۲۱ | 1999 DP1       | ۱۷ فوریه ۱۹۹۹   |
| ۲۹۸۲۲ | 1999 DS2       | ۱۹ فوریه ۱۹۹۹   |
| ۲۹۸۲۳ | 1999 DS3       | ۲۰ فوریه ۱۹۹۹   |
| ۲۹۸۲۴ | Kalmancok      | ۲۳ فوریه ۱۹۹۹   |
| ۲۹۸۲۵ | Dunyazade      | ۲۰ فوریه ۱۹۹۹   |
| ۲۹۸۲۶ | 1999 DW6       | ۲۳ فوریه ۱۹۹۹   |
| ۲۹۸۲۷ | 1999 DQ7       | ۱۸ فوریه ۱۹۹۹   |
| ۲۹۸۲۸ | 1999 DU8       | ۱۶ فوریه ۱۹۹۹   |
| ۲۹۸۲۹ | 1999 EK3       | ۱۴ مارس ۱۹۹۹    |
| ۲۹۸۳۰ | 1999 ER4       | ۱۴ مارس ۱۹۹۹    |
| ۲۹۸۳۱ | 1999 EV4       | ۱۳ مارس ۱۹۹۹    |
| ۲۹۸۳۲ | 1999 EA12      | ۱۵ مارس ۱۹۹۹    |
| ۲۹۸۳۲ | 1999 FJ        | ۱۶ مارس ۱۹۹۹    |
| ۲۹۸۳۴ | 1999 FE1       | ۱۷ مارس ۱۹۹۹    |
| ۲۹۸۳۵ | 1999 FW1       | ۱۶ مارس ۱۹۹۹    |
| ۲۹۸۳۶ | 1999 FB4       | ۱۶ مارس ۱۹۹۹    |
| ۲۹۸۳۷ | Savage         | ۲۱ مارس ۱۹۹۹    |
| ۲۹۸۳۸ | 1999 FA7       | ۲۰ مارس ۱۹۹۹    |
| ۲۹۸۳۹ | 1999 FA9       | ۱۹ مارس ۱۹۹۹    |
| ۲۹۸۴۰ | 1999 FV12      | ۱۸ مارس ۱۹۹۹    |
| ۲۹۸۴۱ | 1999 FO14      | ۱۹ مارس ۱۹۹۹    |
| ۲۹۸۴۲ | 1999 FE18      | ۲۰ مارس ۱۹۹۹    |
| ۲۹۸۴۳ | 1999 FJ19      | ۲۲ مارس ۱۹۹۹    |
| ۲۹۸۴۴ | 1999 FM19      | ۲۲ مارس ۱۹۹۹    |
| ۲۹۸۴۵ | Wykrota        | ۲۲ مارس ۱۹۹۹    |
| ۲۹۸۴۶ | 1999 FT23      | ۱۹ مارس ۱۹۹۹    |
| ۲۹۸۴۷ | 1999 FC24      | ۱۹ مارس ۱۹۹۹    |
| ۲۹۸۴۸ | 1999 FL24      | ۱۹ مارس ۱۹۹۹    |
| ۲۹۸۴۹ | 1999 FJ25      | ۱۹ مارس ۱۹۹۹    |
| ۲۹۸۵۰ | 1999 FQ25      | ۱۹ مارس ۱۹۹۹    |
| ۲۹۸۵۱ | 1999 FW25      | ۱۹ مارس ۱۹۹۹    |
| ۲۹۸۵۲ | 1999 FD26      | ۱۹ مارس ۱۹۹۹    |
| ۲۹۸۵۳ | 1999 FZ26      | ۱۹ مارس ۱۹۹۹    |
| ۲۹۸۵۴ | 1999 FK27      | ۱۹ مارس ۱۹۹۹    |
| ۲۹۸۵۵ | 1999 FN27      | ۱۹ مارس ۱۹۹۹    |
| ۲۹۸۵۶ | 1999 FA28      | ۱۹ مارس ۱۹۹۹    |
| ۲۹۸۵۷ | 1999 FS28      | ۱۹ مارس ۱۹۹۹    |
| ۲۹۸۵۸ | 1999 FC31      | ۱۹ مارس ۱۹۹۹    |
| ۲۹۸۵۹ | 1999 FW31      | ۱۹ مارس ۱۹۹۹    |
| ۲۹۸۶۰ | 1999 FO34      | ۱۹ مارس ۱۹۹۹    |
| ۲۹۸۶۱ | 1999 FV36      | ۲۰ مارس ۱۹۹۹    |
| ۲۹۸۶۲ | 1999 FF37      | ۲۰ مارس ۱۹۹۹    |
| ۲۹۸۶۳ | 1999 FC43      | ۲۰ مارس ۱۹۹۹    |
| ۲۹۸۶۴ | 1999 FM44      | ۲۰ مارس ۱۹۹۹    |
| ۲۹۸۶۵ | 1999 FL45      | ۲۰ مارس ۱۹۹۹    |
| ۲۹۸۶۶ | 1999 FR46      | ۲۰ مارس ۱۹۹۹    |
| ۲۹۸۶۷ | 1999 FA55      | ۲۰ مارس ۱۹۹۹    |
| ۲۹۸۶۸ | 1999 FB56      | ۲۰ مارس ۱۹۹۹    |
| ۲۹۸۶۹ | Chiarabarbara  | ۴ آوریل ۱۹۹۹    |
| ۲۹۸۷۰ | 1999 GV4       | ۱۱ آوریل ۱۹۹۹   |
| ۲۹۸۷۱ | 1999 GE5       | ۷ آوریل ۱۹۹۹    |
| ۲۹۸۷۲ | 1999 GO6       | ۱۵ آوریل ۱۹۹۹   |
| ۲۹۸۷۳ | 1999 GG9       | ۱۰ آوریل ۱۹۹۹   |
| ۲۹۸۷۴ | 1999 GV9       | ۱۴ آوریل ۱۹۹۹   |
| ۲۹۸۷۵ | 1999 GY14      | ۱۴ آوریل ۱۹۹۹   |
| ۲۹۸۷۶ | 1999 GR16      | ۱۵ آوریل ۱۹۹۹   |
| ۲۹۸۷۷ | 1999 GL17      | ۱۵ آوریل ۱۹۹۹   |
| ۲۹۸۷۸ | 1999 GY19      | ۱۵ آوریل ۱۹۹۹   |
| ۲۹۸۷۹ | 1999 GO21      | ۱۵ آوریل ۱۹۹۹   |
| ۲۹۸۸۰ | 1999 GQ28      | ۷ آوریل ۱۹۹۹    |
| ۲۹۸۸۱ | 1999 GO29      | ۷ آوریل ۱۹۹۹    |
| ۲۹۸۸۲ | 1999 GU30      | ۷ آوریل ۱۹۹۹    |
| ۲۹۸۸۳ | 1999 GB31      | ۷ آوریل ۱۹۹۹    |
| ۲۹۸۸۴ | 1999 GF31      | ۷ آوریل ۱۹۹۹    |
| ۲۹۸۸۵ | 1999 GN31      | ۷ آوریل ۱۹۹۹    |
| ۲۹۸۸۶ | 1999 GQ31      | ۷ آوریل ۱۹۹۹    |
| ۲۹۸۸۷ | 1999 GN34      | ۶ آوریل ۱۹۹۹    |
| ۲۹۸۸۸ | 1999 GJ36      | ۷ آوریل ۱۹۹۹    |
| ۲۹۸۸۹ | 1999 GN36      | ۱۲ آوریل ۱۹۹۹   |
| ۲۹۸۹۰ | 1999 GH37      | ۱۲ آوریل ۱۹۹۹   |
| ۲۹۸۹۱ | 1999 GQ37      | ۱۲ آوریل ۱۹۹۹   |
| ۲۹۸۹۲ | 1999 GS37      | ۱۲ آوریل ۱۹۹۹   |
| ۲۹۸۹۳ | 1999 GW37      | ۱۲ آوریل ۱۹۹۹   |
| ۲۹۸۹۴ | 1999 GD39      | ۱۲ آوریل ۱۹۹۹   |
| ۲۹۸۹۵ | 1999 GP53      | ۱۱ آوریل ۱۹۹۹   |
| ۲۹۸۹۶ | 1999 GN58      | ۷ آوریل ۱۹۹۹    |
| ۲۹۸۹۷ | 1999 GM61      | ۷ آوریل ۱۹۹۹    |
| ۲۹۸۹۸ | 1999 HG1       | ۱۹ آوریل ۱۹۹۹   |
| ۲۹۸۹۹ | 1999 HU1       | ۲۰ آوریل ۱۹۹۹   |
| ۲۹۹۰۰ | 1999 HP5       | ۱۷ آوریل ۱۹۹۹   |
| ۲۹۹۰۱ | 1999 HS7       | ۱۹ آوریل ۱۹۹۹   |
| ۲۹۹۰۲ | 1999 HM8       | ۱۶ آوریل ۱۹۹۹   |
| ۲۹۹۰۳ | 1999 HP9       | ۱۷ آوریل ۱۹۹۹   |
| ۲۹۹۰۴ | 1999 HL10      | ۱۷ آوریل ۱۹۹۹   |
| ۲۹۹۰۵ | 1999 HQ11      | ۲۱ آوریل ۱۹۹۹   |
| ۲۹۹۰۶ | 1999 HF12      | ۱۶ آوریل ۱۹۹۹   |
| ۲۹۹۰۶ | 1999 JD        | ۱ مه ۱۹۹۹       |
| ۲۹۹۰۸ | 1999 JP3       | ۶ مه ۱۹۹۹       |
| ۲۹۹۰۹ | 1999 JE8       | ۱۲ مه ۱۹۹۹      |
| ۲۹۹۱۰ | Segre          | ۱۴ مه ۱۹۹۹      |
| ۲۹۹۱۱ | 1999 JQ9       | ۸ مه ۱۹۹۹       |
| ۲۹۹۱۲ | 1999 JQ10      | ۸ مه ۱۹۹۹       |
| ۲۹۹۱۳ | 1999 JO12      | ۸ مه ۱۹۹۹       |
| ۲۹۹۱۴ | 1999 JH15      | ۱۵ مه ۱۹۹۹      |
| ۲۹۹۱۵ | 1999 JG18      | ۱۰ مه ۱۹۹۹      |
| ۲۹۹۱۶ | 1999 JP18      | ۱۰ مه ۱۹۹۹      |
| ۲۹۹۱۷ | 1999 JP19      | ۱۰ مه ۱۹۹۹      |
| ۲۹۹۱۸ | 1999 JV20      | ۱۰ مه ۱۹۹۹      |
| ۲۹۹۱۹ | 1999 JD23      | ۱۰ مه ۱۹۹۹      |
| ۲۹۹۲۰ | 1999 JB26      | ۱۰ مه ۱۹۹۹      |
| ۲۹۹۲۱ | 1999 JE26      | ۱۰ مه ۱۹۹۹      |
| ۲۹۹۲۲ | 1999 JZ27      | ۱۰ مه ۱۹۹۹      |
| ۲۹۹۲۳ | 1999 JE28      | ۱۰ مه ۱۹۹۹      |
| ۲۹۹۲۴ | 1999 JN28      | ۱۰ مه ۱۹۹۹      |
| ۲۹۹۲۵ | 1999 JV28      | ۱۰ مه ۱۹۹۹      |
| ۲۹۹۲۶ | 1999 JW32      | ۱۰ مه ۱۹۹۹      |
| ۲۹۹۲۷ | 1999 JE35      | ۱۰ مه ۱۹۹۹      |
| ۲۹۹۲۸ | 1999 JX35      | ۱۰ مه ۱۹۹۹      |
| ۲۹۹۲۹ | 1999 JR39      | ۱۰ مه ۱۹۹۹      |
| ۲۹۹۳۰ | 1999 JT41      | ۱۰ مه ۱۹۹۹      |
| ۲۹۹۳۱ | 1999 JL44      | ۱۰ مه ۱۹۹۹      |
| ۲۹۹۳۲ | 1999 JB46      | ۱۰ مه ۱۹۹۹      |
| ۲۹۹۳۳ | 1999 JG46      | ۱۰ مه ۱۹۹۹      |
| ۲۹۹۳۴ | 1999 JL46      | ۱۰ مه ۱۹۹۹      |
| ۲۹۹۳۵ | 1999 JH48      | ۱۰ مه ۱۹۹۹      |
| ۲۹۹۳۶ | 1999 JD49      | ۱۰ مه ۱۹۹۹      |
| ۲۹۹۳۷ | 1999 JB50      | ۱۰ مه ۱۹۹۹      |
| ۲۹۹۳۸ | 1999 JR52      | ۱۰ مه ۱۹۹۹      |
| ۲۹۹۳۹ | 1999 JS52      | ۱۰ مه ۱۹۹۹      |
| ۲۹۹۴۰ | 1999 JK73      | ۱۲ مه ۱۹۹۹      |
| ۲۹۹۴۱ | 1999 JB76      | ۱۰ مه ۱۹۹۹      |
| ۲۹۹۴۲ | 1999 JJ77      | ۱۲ مه ۱۹۹۹      |
| ۲۹۹۴۳ | 1999 JZ78      | ۱۳ مه ۱۹۹۹      |
| ۲۹۹۴۴ | 1999 JF80      | ۱۲ مه ۱۹۹۹      |
| ۲۹۹۴۵ | 1999 JU83      | ۱۲ مه ۱۹۹۹      |
| ۲۹۹۴۶ | 1999 JZ83      | ۱۲ مه ۱۹۹۹      |
| ۲۹۹۴۷ | 1999 JD84      | ۱۲ مه ۱۹۹۹      |
| ۲۹۹۴۸ | 1999 JS84      | ۱۲ مه ۱۹۹۹      |
| ۲۹۹۴۹ | 1999 JM85      | ۱۵ مه ۱۹۹۹      |
| ۲۹۹۵۰ | 1999 JA86      | ۱۲ مه ۱۹۹۹      |
| ۲۹۹۵۱ | 1999 JH86      | ۱۲ مه ۱۹۹۹      |
| ۲۹۹۵۲ | 1999 JL86      | ۱۲ مه ۱۹۹۹      |
| ۲۹۹۵۳ | 1999 JW86      | ۱۲ مه ۱۹۹۹      |
| ۲۹۹۵۴ | 1999 JK89      | ۱۲ مه ۱۹۹۹      |
| ۲۹۹۵۵ | 1999 JE90      | ۱۲ مه ۱۹۹۹      |
| ۲۹۹۵۶ | 1999 JF91      | ۱۲ مه ۱۹۹۹      |
| ۲۹۹۵۷ | 1999 JR91      | ۱۲ مه ۱۹۹۹      |
| ۲۹۹۵۸ | 1999 JY91      | ۱۲ مه ۱۹۹۹      |
| ۲۹۹۵۹ | 1999 JJ92      | ۱۲ مه ۱۹۹۹      |
| ۲۹۹۶۰ | 1999 JU92      | ۱۲ مه ۱۹۹۹      |
| ۲۹۹۶۱ | 1999 JB99      | ۱۲ مه ۱۹۹۹      |
| ۲۹۹۶۲ | 1999 JA100     | ۱۲ مه ۱۹۹۹      |
| ۲۹۹۶۳ | 1999 JH100     | ۱۲ مه ۱۹۹۹      |
| ۲۹۹۶۴ | 1999 JO100     | ۱۲ مه ۱۹۹۹      |
| ۲۹۹۶۵ | 1999 JX102     | ۱۳ مه ۱۹۹۹      |
| ۲۹۹۶۶ | 1999 JW103     | ۱۳ مه ۱۹۹۹      |
| ۲۹۹۶۷ | 1999 JN104     | ۱۵ مه ۱۹۹۹      |
| ۲۹۹۶۸ | 1999 JE106     | ۱۳ مه ۱۹۹۹      |
| ۲۹۹۶۹ | 1999 JX109     | ۱۳ مه ۱۹۹۹      |
| ۲۹۹۶۹ | 1999 KQ        | ۱۶ مه ۱۹۹۹      |
| ۲۹۹۶۹ | 1999 KT        | ۱۶ مه ۱۹۹۹      |
| ۲۹۹۷۲ | 1999 KO11      | ۱۸ مه ۱۹۹۹      |
| ۲۹۹۷۳ | 1999 LP7       | ۱۲ ژوئن ۱۹۹۹    |
| ۲۹۹۷۴ | 1999 LV8       | ۸ ژوئن ۱۹۹۹     |
| ۲۹۹۷۵ | 1999 LQ32      | ۸ ژوئن ۱۹۹۹     |
| ۲۹۹۷۶ | 1999 NE9       | ۱۳ ژوئیه ۱۹۹۹   |
| ۲۹۹۷۷ | 1999 NH11      | ۱۳ ژوئیه ۱۹۹۹   |
| ۲۹۹۷۸ | 1999 NN13      | ۱۴ ژوئیه ۱۹۹۹   |
| ۲۹۹۷۹ | 1999 RN83      | ۷ سپتامبر ۱۹۹۹  |
| ۲۹۹۸۰ | Dougsimons     | ۳۰ سپتامبر ۱۹۹۹ |
| ۲۹۹۸۱ | 1999 TD10      | ۳ اکتبر ۱۹۹۹    |
| ۲۹۹۸۲ | 1999 TT31      | ۴ اکتبر ۱۹۹۹    |
| ۲۹۹۸۳ | 1999 VS61      | ۴ نوامبر ۱۹۹۹   |
| ۲۹۹۸۴ | 1999 VC79      | ۴ نوامبر ۱۹۹۹   |
| ۲۹۹۸۵ | 1999 VX153     | ۱۰ نوامبر ۱۹۹۹  |
| ۲۹۹۸۶ | Shunsuke       | ۳ دسامبر ۱۹۹۹   |
| ۲۹۹۸۷ | 1999 XO49      | ۷ دسامبر ۱۹۹۹   |
| ۲۹۹۸۸ | 1999 XR99      | ۷ دسامبر ۱۹۹۹   |
| ۲۹۹۸۹ | 1999 XS204     | ۱۲ دسامبر ۱۹۹۹  |
| ۲۹۹۹۰ | 1999 XR208     | ۱۳ دسامبر ۱۹۹۹  |
| ۲۹۹۹۱ | 2000 AC38      | ۳ ژانویه ۲۰۰۰   |
| ۲۹۹۹۲ | 2000 AY39      | ۳ ژانویه ۲۰۰۰   |
| ۲۹۹۹۳ | 2000 AD55      | ۴ ژانویه ۲۰۰۰   |
| ۲۹۹۹۴ | 2000 AC61      | ۴ ژانویه ۲۰۰۰   |
| ۲۹۹۹۵ | 2000 AO97      | ۴ ژانویه ۲۰۰۰   |
| ۲۹۹۹۶ | 2000 AQ97      | ۴ ژانویه ۲۰۰۰   |
| ۲۹۹۹۷ | 2000 AE127     | ۵ ژانویه ۲۰۰۰   |
| ۲۹۹۹۸ | 2000 AG137     | ۴ ژانویه ۲۰۰۰   |
| ۲۹۹۹۹ | 2000 AT137     | ۴ ژانویه ۲۰۰۰   |
| ۳۰۰۰۰ | 2000 AB138     | ۴ ژانویه ۲۰۰۰   |